# Comté de Pitigliano
 (décembre 2014).

Le comté de Pitigliano est un domaine situé dans le Sud de la Toscane, en Italie, qui fut un État monarchique indépendant aux XVe et XVIe siècles. 
1410–1604

## Histoire
Le comté de Pitigliano était inclus dans le Comté de Soana, le fief historique de la famille Aldobrandeschi[réf. nécessaire], avant de passer, dans la seconde moitié du XIVe siècle entre les mains de Romano Orsini, fils de Bertoldo I'époux de l'héritière Anastasia Aldobrandeschi[réf. nécessaire]. Le fief était alors gouverné par le système d'association, typique des familles baronniales romaines.
Au début du XVe siècle, après quelques batailles contre les Siennois, les Orsini perdirent une grande partie de leurs territoires, mais, en quelques années, Bertoldo (neveu de Guido) réussit à récupérer Pitigliano[réf. nécessaire], Sorano et quelques fortifications de la région, mais sans Sovana.
La figure la plus représentative de cette lignée fut le comte Niccolò Orsini (1442 – 1510)[réf. nécessaire], grand leader d'abord au service de Jacopo Piccinino, puis aux côtés des Médicis contre Ferdinand Ier qui avait soutenu la conspiration Pazzi. Par la suite, il participa également à la guerre dite du sel de 1482, au siège de Nola en 1494 et devint capitaine général des forces vénitiennes[réf. nécessaire], se distinguant dans la conquête de Crémone[réf. nécessaire].
Le déclin du comte d'Orsini commença avec le comte Ludovico qui fut contraint d'accepter la suprématie de la république de Sienne sur Pitigliano. Puis, lorsque celui-ci tomba, le fief d'Orsini dut se soumettre résolument à Florence[réf. nécessaire].
En 1555, Gian Francesco Orsini (fils de Ludovico) conclut en effet un acte d'accord avec le Grand-Duché de Toscane pour la protection et la défense en cas de siège[réf. nécessaire]. 
Pitigliano fut définitivement vendu, pour payer ses dettes, à Ferdinand Ier de Médicis le 9 juin 1604 par Giannantonio, fils du comte Alessandro, en échange du marquisat de Monte San Savino[réf. nécessaire] : les derniers descendants de cette branche des Orsini s'éteignirent en 1640 avec la mort du troisième marquis Alessandro.
Le principal lieu de sépulture des comtes était situé dans l'église Pitigliano de San Pietro : le corps de Nicolas III, cependant, fut transporté par ses fils de Venise à Fiano Romano, où, à Santo Stefano Nuovo, fut construit le sarcophage monumental[réf. nécessaire].

## Liste des comtes de Pitigliano
La généalogie des comtes Orsini de Pitigliano est établie ci-après. Figurent en gras et italique, dans une vignette à fond rouge, les noms des comtes (comes), détenteurs d'un pouvoir temporel laïc.
|  |  |  |  |  |  |                                                   |                                                   |                                                   |                                                   |                                                   |                                                   |                                                                 |                                                                 | | | | | | | | |                                                                                                |                                                                                                | | | | | | | | | | | | |                                                                                           |                                                                                           |                                                                                              |                                                                                              |                                                                                              |                                                                                              | Comtes Orsini de Soana                                                                                              | | | | | | | |                                                                                                 |                                                                                                 |                                                      |                                                      |                                                                                     |                                                                                     |                                                                                     |                                                                                     |                                                                                     |                                                                                     |                                                                        |                                                                        |                                                                        |                                                                        |                                                                        |                                                                        | | | | | | |                                                    |                                                    |                                                |                                                | | | | | | | | |                                                                                                 |                                                                                                 | | | | | | |                                                                                |                                                                                |                                                                                |                                                                                |                            |                            |                                                                                              |                                                                                              |                                                                                              |                                                                                              |                                                                                              |                                                                                              |                       |                       |                                                                      |                                                                      |                                                                      |                                                                      |                                                                      |                                                                      |                                                              |                                                              | | | | | | |                                                                                                 |                                                     |                                                                    |                                                     |                                                    |                                                    |                                                    |                                                    |                                                    |                                                    |                                                                 |                                                                 |                                                                 |                                                                 |                                                                 |                                                                 |                       |  | | | | | | |  |  |                                                                                         |                                                                                         |                                                                                         |                                                                                         |                                                                                         |                                                                                         |  |  |                                                        |                                                        |                                                        |                                                        |                                                        |                                                        |  |  |
|  |  |  |  |  |  |                                                   |                                                   |                                                   |                                                   |                                                   |                                                   |                                                                 |                                                                 | | | | | | | | |                                                                                                |                                                                                                | | | | | | | | | | | | |                                                                                           |                                                                                           |                                                                                              |                                                                                              |                                                                                              |                                                                                              | | | | | | | | |                                                                                                 |                                                                                                 |                                                      |                                                      |                                                                                     |                                                                                     |                                                                                     |                                                                                     |                                                                                     |                                                                                     |                                                                        |                                                                        |                                                                        |                                                                        |                                                                        |                                                                        | | | | | | |                                                    |                                                    |                                                |                                                | | | | | | | | |                                                                                                 |                                                                                                 | | | | | | |                                                                                |                                                                                |                                                                                |                                                                                |                            |                            |                                                                                              |                                                                                              |                                                                                              |                                                                                              |                                                                                              |                                                                                              |                       |                       |                                                                      |                                                                      |                                                                      |                                                                      |                                                                      |                                                                      |                                                              |                                                              | | | | | | |                                                                                                 |                                                     |                                                                    |                                                     |                                                    |                                                    |                                                    |                                                    |                                                    |                                                    |                                                                 |                                                                 |                                                                 |                                                                 |                                                                 |                                                                 |                       |  | | | | | | |  |  |                                                                                         |                                                                                         |                                                                                         |                                                                                         |                                                                                         |                                                                                         |  |  |                                                        |                                                        |                                                        |                                                        |                                                        |                                                        |  |  |
|  |  |  |  |  |  |                                                   |                                                   |                                                   |                                                   |                                                   |                                                   |                                                                 |                                                                 | | | | | | | | |                                                                                                |                                                                                                | | | | | | | Agnese(fille de Pietro, comte dell'Anguillara)(mariage en 1381) | Agnese(fille de Pietro, comte dell'Anguillara)(mariage en 1381) | Agnese(fille de Pietro, comte dell'Anguillara)(mariage en 1381) | Agnese(fille de Pietro, comte dell'Anguillara)(mariage en 1381) | Agnese(fille de Pietro, comte dell'Anguillara)(mariage en 1381) | Agnese(fille de Pietro, comte dell'Anguillara)(mariage en 1381) |                                                                                           |                                                                                           |                                                                                              |                                                                                              |                                                                                              |                                                                                              | Bertoldod'abord comte de Soana puis, après la perte de cette ville le 4 avril 1410,comte de Pitigliano(† vers 1417) | Bertoldod'abord comte de Soana puis, après la perte de cette ville le 4 avril 1410,comte de Pitigliano(† vers 1417) | Bertoldod'abord comte de Soana puis, après la perte de cette ville le 4 avril 1410,comte de Pitigliano(† vers 1417)                         | Bertoldod'abord comte de Soana puis, après la perte de cette ville le 4 avril 1410,comte de Pitigliano(† vers 1417)                         | Bertoldod'abord comte de Soana puis, après la perte de cette ville le 4 avril 1410,comte de Pitigliano(† vers 1417)                         | Bertoldod'abord comte de Soana puis, après la perte de cette ville le 4 avril 1410,comte de Pitigliano(† vers 1417)                         | | |                                                                                                 |                                                                                                 |                                                      |                                                      |                                                                                     |                                                                                     |                                                                                     |                                                                                     |                                                                                     |                                                                                     |                                                                        |                                                                        |                                                                        |                                                                        |                                                                        |                                                                        | | | | | | |                                                    |                                                    |                                                |                                                | | | | | | | | |                                                                                                 |                                                                                                 | | | | | | |                                                                                |                                                                                |                                                                                |                                                                                |                            |                            |                                                                                              |                                                                                              |                                                                                              |                                                                                              |                                                                                              |                                                                                              |                       |                       |                                                                      |                                                                      |                                                                      |                                                                      |                                                                      |                                                                      |                                                              |                                                              | | | | | | |                                                                                                 |                                                     |                                                                    |                                                     |                                                    |                                                    |                                                    |                                                    |                                                    |                                                    |                                                                 |                                                                 |                                                                 |                                                                 |                                                                 |                                                                 |                       |  | | | | | | |  |  |                                                                                         |                                                                                         |                                                                                         |                                                                                         |                                                                                         |                                                                                         |  |  |                                                        |                                                        |                                                        |                                                        |                                                        |                                                        |  |  |
|  |  |  |  |  |  |                                                   |                                                   |                                                   |                                                   |                                                   |                                                   |                                                                 |                                                                 | | | | | | | | |                                                                                                |                                                                                                | | | | | | | Agnese(fille de Pietro, comte dell'Anguillara)(mariage en 1381) | Agnese(fille de Pietro, comte dell'Anguillara)(mariage en 1381) | Agnese(fille de Pietro, comte dell'Anguillara)(mariage en 1381) | Agnese(fille de Pietro, comte dell'Anguillara)(mariage en 1381) | Agnese(fille de Pietro, comte dell'Anguillara)(mariage en 1381) | Agnese(fille de Pietro, comte dell'Anguillara)(mariage en 1381) |                                                                                           |                                                                                           |                                                                                              |                                                                                              |                                                                                              |                                                                                              | Bertoldod'abord comte de Soana puis, après la perte de cette ville le 4 avril 1410,comte de Pitigliano(† vers 1417) | Bertoldod'abord comte de Soana puis, après la perte de cette ville le 4 avril 1410,comte de Pitigliano(† vers 1417) | Bertoldod'abord comte de Soana puis, après la perte de cette ville le 4 avril 1410,comte de Pitigliano(† vers 1417)                         | Bertoldod'abord comte de Soana puis, après la perte de cette ville le 4 avril 1410,comte de Pitigliano(† vers 1417)                         | Bertoldod'abord comte de Soana puis, après la perte de cette ville le 4 avril 1410,comte de Pitigliano(† vers 1417)                         | Bertoldod'abord comte de Soana puis, après la perte de cette ville le 4 avril 1410,comte de Pitigliano(† vers 1417)                         | | |                                                                                                 |                                                                                                 |                                                      |                                                      |                                                                                     |                                                                                     |                                                                                     |                                                                                     |                                                                                     |                                                                                     |                                                                        |                                                                        |                                                                        |                                                                        |                                                                        |                                                                        | | | | | | |                                                    |                                                    |                                                |                                                | | | | | | | | |                                                                                                 |                                                                                                 | | | | | | |                                                                                |                                                                                |                                                                                |                                                                                |                            |                            |                                                                                              |                                                                                              |                                                                                              |                                                                                              |                                                                                              |                                                                                              |                       |                       |                                                                      |                                                                      |                                                                      |                                                                      |                                                                      |                                                                      |                                                              |                                                              | | | | | | |                                                                                                 |                                                     |                                                                    |                                                     |                                                    |                                                    |                                                    |                                                    |                                                    |                                                    |                                                                 |                                                                 |                                                                 |                                                                 |                                                                 |                                                                 |                       |  | | | | | | |  |  |                                                                                         |                                                                                         |                                                                                         |                                                                                         |                                                                                         |                                                                                         |  |  |                                                        |                                                        |                                                        |                                                        |                                                        |                                                        |  |  |
|  |  |  |  |  |  |                                                   |                                                   |                                                   |                                                   |                                                   |                                                   |                                                                 |                                                                 | | | | | | | | |                                                                                                |                                                                                                | | | | | | | | | | | | |                                                                                           |                                                                                           |                                                                                              |                                                                                              |                                                                                              |                                                                                              | | | | | | | | |                                                                                                 |                                                                                                 |                                                      |                                                      |                                                                                     |                                                                                     |                                                                                     |                                                                                     |                                                                                     |                                                                                     |                                                                        |                                                                        |                                                                        |                                                                        |                                                                        |                                                                        | | | | | | |                                                    |                                                    |                                                |                                                | | | | | | | | |                                                                                                 |                                                                                                 | | | | | | |                                                                                |                                                                                |                                                                                |                                                                                |                            |                            |                                                                                              |                                                                                              |                                                                                              |                                                                                              |                                                                                              |                                                                                              |                       |                       |                                                                      |                                                                      |                                                                      |                                                                      |                                                                      |                                                                      |                                                              |                                                              | | | | | | |                                                                                                 |                                                     |                                                                    |                                                     |                                                    |                                                    |                                                    |                                                    |                                                    |                                                    |                                                                 |                                                                 |                                                                 |                                                                 |                                                                 |                                                                 |                       |  | | | | | | |  |  |                                                                                         |                                                                                         |                                                                                         |                                                                                         |                                                                                         |                                                                                         |  |  |                                                        |                                                        |                                                        |                                                        |                                                        |                                                        |  |  |
|  |  |  |  |  |  |                                                   |                                                   |                                                   |                                                   |                                                   |                                                   |                                                                 |                                                                 | | | | | | | | |                                                                                                |                                                                                                | | | | | | | | | | | | |                                                                                           |                                                                                           |                                                                                              |                                                                                              |                                                                                              |                                                                                              | | | | | | | | |                                                                                                 |                                                                                                 |                                                      |                                                      |                                                                                     |                                                                                     |                                                                                     |                                                                                     |                                                                                     |                                                                                     |                                                                        |                                                                        |                                                                        |                                                                        |                                                                        |                                                                        | | | | | | |                                                    |                                                    |                                                |                                                | | | | | | | | |                                                                                                 |                                                                                                 | | | | | | |                                                                                |                                                                                |                                                                                |                                                                                |                            |                            |                                                                                              |                                                                                              |                                                                                              |                                                                                              |                                                                                              |                                                                                              |                       |                       |                                                                      |                                                                      |                                                                      |                                                                      |                                                                      |                                                                      |                                                              |                                                              | | | | | | |                                                                                                 |                                                     |                                                                    |                                                     |                                                    |                                                    |                                                    |                                                    |                                                    |                                                    |                                                                 |                                                                 |                                                                 |                                                                 |                                                                 |                                                                 |                       |  | | | | | | |  |  |                                                                                         |                                                                                         |                                                                                         |                                                                                         |                                                                                         |                                                                                         |  |  |                                                        |                                                        |                                                        |                                                        |                                                        |                                                        |  |  |
|  |  |  |  |  |  |                                                   |                                                   |                                                   |                                                   |                                                   |                                                   |                                                                 |                                                                 | | | Guido(† après 1430)(renonce au comté de Pitigliano après avoir épousé une femme de basse condition)                                                                            | Guido(† après 1430)(renonce au comté de Pitigliano après avoir épousé une femme de basse condition)                                                                            | Guido(† après 1430)(renonce au comté de Pitigliano après avoir épousé une femme de basse condition)                                                                            | Guido(† après 1430)(renonce au comté de Pitigliano après avoir épousé une femme de basse condition)                                                                            | Guido(† après 1430)(renonce au comté de Pitigliano après avoir épousé une femme de basse condition) | Guido(† après 1430)(renonce au comté de Pitigliano après avoir épousé une femme de basse condition) |                                                                                                |                                                                                                | Luigia Orsini(peut-être fille de Giulio Orsini, ou, plus probablement de Guidone, comte dell'Anguillara) | Luigia Orsini(peut-être fille de Giulio Orsini, ou, plus probablement de Guidone, comte dell'Anguillara) | Luigia Orsini(peut-être fille de Giulio Orsini, ou, plus probablement de Guidone, comte dell'Anguillara) | Luigia Orsini(peut-être fille de Giulio Orsini, ou, plus probablement de Guidone, comte dell'Anguillara) | Luigia Orsini(peut-être fille de Giulio Orsini, ou, plus probablement de Guidone, comte dell'Anguillara) | Luigia Orsini(peut-être fille de Giulio Orsini, ou, plus probablement de Guidone, comte dell'Anguillara) | | | | | | | Niccolò Iercomte de Pitigliano(† après le 1er février 1425)                               | Niccolò Iercomte de Pitigliano(† après le 1er février 1425)                               | Niccolò Iercomte de Pitigliano(† après le 1er février 1425)                                  | Niccolò Iercomte de Pitigliano(† après le 1er février 1425)                                  | Niccolò Iercomte de Pitigliano(† après le 1er février 1425)                                  | Niccolò Iercomte de Pitigliano(† après le 1er février 1425)                                  | | | Ulisse Orsiniseigneur de Mugnano | Ulisse Orsiniseigneur de Mugnano | Ulisse Orsiniseigneur de Mugnano | Ulisse Orsiniseigneur de Mugnano | Ulisse Orsiniseigneur de Mugnano | Ulisse Orsiniseigneur de Mugnano |                                                                                                 |                                                                                                 | Agnese(ou Specolina)                                 | Agnese(ou Specolina)                                 | Agnese(ou Specolina)                                                                | Agnese(ou Specolina)                                                                | Agnese(ou Specolina)                                                                | Agnese(ou Specolina)                                                                |                                                                                     |                                                                                     | Orsina Orsini(fille de Giovanni Orsini, comte de Tagliacozzo)          | Orsina Orsini(fille de Giovanni Orsini, comte de Tagliacozzo)          | Orsina Orsini(fille de Giovanni Orsini, comte de Tagliacozzo)          | Orsina Orsini(fille de Giovanni Orsini, comte de Tagliacozzo)          | Orsina Orsini(fille de Giovanni Orsini, comte de Tagliacozzo)          | Orsina Orsini(fille de Giovanni Orsini, comte de Tagliacozzo)          | | | Gentile(† tué à Soana en 1434)                                                                                      | Gentile(† tué à Soana en 1434)                                                                                      | Gentile(† tué à Soana en 1434)                                                                                      | Gentile(† tué à Soana en 1434)                                                                                      | Gentile(† tué à Soana en 1434)                     | Gentile(† tué à Soana en 1434)                     |                                                |                                                | Biordo Michelottiseigneur souverain d'Orvieto et d'Assise(† ass. 8 mois après les noces, en 1397 ou 1398)(mariage à Pérouse en 1397) | Biordo Michelottiseigneur souverain d'Orvieto et d'Assise(† ass. 8 mois après les noces, en 1397 ou 1398)(mariage à Pérouse en 1397) | Biordo Michelottiseigneur souverain d'Orvieto et d'Assise(† ass. 8 mois après les noces, en 1397 ou 1398)(mariage à Pérouse en 1397) | Biordo Michelottiseigneur souverain d'Orvieto et d'Assise(† ass. 8 mois après les noces, en 1397 ou 1398)(mariage à Pérouse en 1397) | Biordo Michelottiseigneur souverain d'Orvieto et d'Assise(† ass. 8 mois après les noces, en 1397 ou 1398)(mariage à Pérouse en 1397) | Biordo Michelottiseigneur souverain d'Orvieto et d'Assise(† ass. 8 mois après les noces, en 1397 ou 1398)(mariage à Pérouse en 1397) | | | Giovanna                                                                                        | Giovanna                                                                                        | Giovanna | Giovanna | Giovanna | Giovanna | | |                                                                                |                                                                                |                                                                                |                                                                                |                            |                            |                                                                                              |                                                                                              |                                                                                              |                                                                                              |                                                                                              |                                                                                              |                       |                       |                                                                      |                                                                      |                                                                      |                                                                      |                                                                      |                                                                      |                                                              |                                                              | | | | | | |                                                                                                 |                                                     |                                                                    |                                                     |                                                    |                                                    |                                                    |                                                    |                                                    |                                                    |                                                                 |                                                                 |                                                                 |                                                                 |                                                                 |                                                                 |                       |  | | | | | | |  |  |                                                                                         |                                                                                         |                                                                                         |                                                                                         |                                                                                         |                                                                                         |  |  |                                                        |                                                        |                                                        |                                                        |                                                        |                                                        |  |  |
|  |  |  |  |  |  |                                                   |                                                   |                                                   |                                                   |                                                   |                                                   |                                                                 |                                                                 | | | Guido(† après 1430)(renonce au comté de Pitigliano après avoir épousé une femme de basse condition)                                                                            | Guido(† après 1430)(renonce au comté de Pitigliano après avoir épousé une femme de basse condition)                                                                            | Guido(† après 1430)(renonce au comté de Pitigliano après avoir épousé une femme de basse condition)                                                                            | Guido(† après 1430)(renonce au comté de Pitigliano après avoir épousé une femme de basse condition)                                                                            | Guido(† après 1430)(renonce au comté de Pitigliano après avoir épousé une femme de basse condition) | Guido(† après 1430)(renonce au comté de Pitigliano après avoir épousé une femme de basse condition) |                                                                                                |                                                                                                | Luigia Orsini(peut-être fille de Giulio Orsini, ou, plus probablement de Guidone, comte dell'Anguillara) | Luigia Orsini(peut-être fille de Giulio Orsini, ou, plus probablement de Guidone, comte dell'Anguillara) | Luigia Orsini(peut-être fille de Giulio Orsini, ou, plus probablement de Guidone, comte dell'Anguillara) | Luigia Orsini(peut-être fille de Giulio Orsini, ou, plus probablement de Guidone, comte dell'Anguillara) | Luigia Orsini(peut-être fille de Giulio Orsini, ou, plus probablement de Guidone, comte dell'Anguillara) | Luigia Orsini(peut-être fille de Giulio Orsini, ou, plus probablement de Guidone, comte dell'Anguillara) | | | | | | | Niccolò Iercomte de Pitigliano(† après le 1er février 1425)                               | Niccolò Iercomte de Pitigliano(† après le 1er février 1425)                               | Niccolò Iercomte de Pitigliano(† après le 1er février 1425)                                  | Niccolò Iercomte de Pitigliano(† après le 1er février 1425)                                  | Niccolò Iercomte de Pitigliano(† après le 1er février 1425)                                  | Niccolò Iercomte de Pitigliano(† après le 1er février 1425)                                  | | | Ulisse Orsiniseigneur de Mugnano | Ulisse Orsiniseigneur de Mugnano | Ulisse Orsiniseigneur de Mugnano | Ulisse Orsiniseigneur de Mugnano | Ulisse Orsiniseigneur de Mugnano | Ulisse Orsiniseigneur de Mugnano |                                                                                                 |                                                                                                 | Agnese(ou Specolina)                                 | Agnese(ou Specolina)                                 | Agnese(ou Specolina)                                                                | Agnese(ou Specolina)                                                                | Agnese(ou Specolina)                                                                | Agnese(ou Specolina)                                                                |                                                                                     |                                                                                     | Orsina Orsini(fille de Giovanni Orsini, comte de Tagliacozzo)          | Orsina Orsini(fille de Giovanni Orsini, comte de Tagliacozzo)          | Orsina Orsini(fille de Giovanni Orsini, comte de Tagliacozzo)          | Orsina Orsini(fille de Giovanni Orsini, comte de Tagliacozzo)          | Orsina Orsini(fille de Giovanni Orsini, comte de Tagliacozzo)          | Orsina Orsini(fille de Giovanni Orsini, comte de Tagliacozzo)          | | | Gentile(† tué à Soana en 1434)                                                                                      | Gentile(† tué à Soana en 1434)                                                                                      | Gentile(† tué à Soana en 1434)                                                                                      | Gentile(† tué à Soana en 1434)                                                                                      | Gentile(† tué à Soana en 1434)                     | Gentile(† tué à Soana en 1434)                     |                                                |                                                | Biordo Michelottiseigneur souverain d'Orvieto et d'Assise(† ass. 8 mois après les noces, en 1397 ou 1398)(mariage à Pérouse en 1397) | Biordo Michelottiseigneur souverain d'Orvieto et d'Assise(† ass. 8 mois après les noces, en 1397 ou 1398)(mariage à Pérouse en 1397) | Biordo Michelottiseigneur souverain d'Orvieto et d'Assise(† ass. 8 mois après les noces, en 1397 ou 1398)(mariage à Pérouse en 1397) | Biordo Michelottiseigneur souverain d'Orvieto et d'Assise(† ass. 8 mois après les noces, en 1397 ou 1398)(mariage à Pérouse en 1397) | Biordo Michelottiseigneur souverain d'Orvieto et d'Assise(† ass. 8 mois après les noces, en 1397 ou 1398)(mariage à Pérouse en 1397) | Biordo Michelottiseigneur souverain d'Orvieto et d'Assise(† ass. 8 mois après les noces, en 1397 ou 1398)(mariage à Pérouse en 1397) | | | Giovanna                                                                                        | Giovanna                                                                                        | Giovanna | Giovanna | Giovanna | Giovanna | | |                                                                                |                                                                                |                                                                                |                                                                                |                            |                            |                                                                                              |                                                                                              |                                                                                              |                                                                                              |                                                                                              |                                                                                              |                       |                       |                                                                      |                                                                      |                                                                      |                                                                      |                                                                      |                                                                      |                                                              |                                                              | | | | | | |                                                                                                 |                                                     |                                                                    |                                                     |                                                    |                                                    |                                                    |                                                    |                                                    |                                                    |                                                                 |                                                                 |                                                                 |                                                                 |                                                                 |                                                                 |                       |  | | | | | | |  |  |                                                                                         |                                                                                         |                                                                                         |                                                                                         |                                                                                         |                                                                                         |  |  |                                                        |                                                        |                                                        |                                                        |                                                        |                                                        |  |  |
|  |  |  |  |  |  |                                                   |                                                   |                                                   |                                                   |                                                   |                                                   |                                                                 |                                                                 | | | | | | | | |                                                                                                |                                                                                                | | | | | | | | | | | | |                                                                                           |                                                                                           |                                                                                              |                                                                                              |                                                                                              |                                                                                              | | | | | | | | |                                                                                                 |                                                                                                 |                                                      |                                                      |                                                                                     |                                                                                     |                                                                                     |                                                                                     |                                                                                     |                                                                                     |                                                                        |                                                                        |                                                                        |                                                                        |                                                                        |                                                                        | | | | | | |                                                    |                                                    |                                                |                                                | | | | | | | | |                                                                                                 |                                                                                                 | | | | | | |                                                                                |                                                                                |                                                                                |                                                                                |                            |                            |                                                                                              |                                                                                              |                                                                                              |                                                                                              |                                                                                              |                                                                                              |                       |                       |                                                                      |                                                                      |                                                                      |                                                                      |                                                                      |                                                                      |                                                              |                                                              | | | | | | |                                                                                                 |                                                     |                                                                    |                                                     |                                                    |                                                    |                                                    |                                                    |                                                    |                                                    |                                                                 |                                                                 |                                                                 |                                                                 |                                                                 |                                                                 |                       |  | | | | | | |  |  |                                                                                         |                                                                                         |                                                                                         |                                                                                         |                                                                                         |                                                                                         |  |  |                                                        |                                                        |                                                        |                                                        |                                                        |                                                        |  |  |
|  |  |  |  |  |  |                                                   |                                                   |                                                   |                                                   |                                                   |                                                   |                                                                 |                                                                 | | | | | | | | |                                                                                                |                                                                                                | | | | | | | | | | | | |                                                                                           |                                                                                           |                                                                                              |                                                                                              |                                                                                              |                                                                                              | | | | | | | | |                                                                                                 |                                                                                                 |                                                      |                                                      |                                                                                     |                                                                                     |                                                                                     |                                                                                     |                                                                                     |                                                                                     |                                                                        |                                                                        |                                                                        |                                                                        |                                                                        |                                                                        | | | | | | |                                                    |                                                    |                                                |                                                | | | | | | | | |                                                                                                 |                                                                                                 | | | | | | |                                                                                |                                                                                |                                                                                |                                                                                |                            |                            |                                                                                              |                                                                                              |                                                                                              |                                                                                              |                                                                                              |                                                                                              |                       |                       |                                                                      |                                                                      |                                                                      |                                                                      |                                                                      |                                                                      |                                                              |                                                              | | | | | | |                                                                                                 |                                                     |                                                                    |                                                     |                                                    |                                                    |                                                    |                                                    |                                                    |                                                    |                                                                 |                                                                 |                                                                 |                                                                 |                                                                 |                                                                 |                       |  | | | | | | |  |  |                                                                                         |                                                                                         |                                                                                         |                                                                                         |                                                                                         |                                                                                         |  |  |                                                        |                                                        |                                                        |                                                        |                                                        |                                                        |  |  |
|  |  |  |  |  |  |                                                   |                                                   |                                                   |                                                   |                                                   |                                                   | Bartolomea Orsini(fille de Carlo Orsini, seigneur de Bracciano) | Bartolomea Orsini(fille de Carlo Orsini, seigneur de Bracciano) | Bartolomea Orsini(fille de Carlo Orsini, seigneur de Bracciano) | Bartolomea Orsini(fille de Carlo Orsini, seigneur de Bracciano) | Bartolomea Orsini(fille de Carlo Orsini, seigneur de Bracciano) | Bartolomea Orsini(fille de Carlo Orsini, seigneur de Bracciano) | | | | |                                                                                                |                                                                                                | Aldobrandino IIcomte de Pitigliano(déposé par son fils en juin 1471)(† 1472)                             | Aldobrandino IIcomte de Pitigliano(déposé par son fils en juin 1471)(† 1472)                             | Aldobrandino IIcomte de Pitigliano(déposé par son fils en juin 1471)(† 1472)                             | Aldobrandino IIcomte de Pitigliano(déposé par son fils en juin 1471)(† 1472)                             | Aldobrandino IIcomte de Pitigliano(déposé par son fils en juin 1471)(† 1472)                             | Aldobrandino IIcomte de Pitigliano(déposé par son fils en juin 1471)(† 1472)                             | | | Gian-Francesco Farneseseigneur d'Ischia(mariage à Pitigliano en 1442) | Gian-Francesco Farneseseigneur d'Ischia(mariage à Pitigliano en 1442) | Gian-Francesco Farneseseigneur d'Ischia(mariage à Pitigliano en 1442) | Gian-Francesco Farneseseigneur d'Ischia(mariage à Pitigliano en 1442) | Gian-Francesco Farneseseigneur d'Ischia(mariage à Pitigliano en 1442)                     | Gian-Francesco Farneseseigneur d'Ischia(mariage à Pitigliano en 1442)                     |                                                                                              |                                                                                              | Isabella(ou Lella)                                                                           | Isabella(ou Lella)                                                                           | Isabella(ou Lella)                                                                                                  | Isabella(ou Lella)                                                                                                  | Isabella(ou Lella) | Isabella(ou Lella) | | | Jacopo Colonnaseigneur de Palestrina | Jacopo Colonnaseigneur de Palestrina | Jacopo Colonnaseigneur de Palestrina                                                            | Jacopo Colonnaseigneur de Palestrina                                                            | Jacopo Colonnaseigneur de Palestrina                 | Jacopo Colonnaseigneur de Palestrina                 |                                                                                     |                                                                                     | Orsina                                                                              | Orsina                                                                              | Orsina                                                                              | Orsina                                                                              | Orsina                                                                 | Orsina                                                                 |                                                                        |                                                                        |                                                                        |                                                                        | | | | | | |                                                    |                                                    |                                                |                                                | | | | | | | | |                                                                                                 |                                                                                                 | | | | | | |                                                                                |                                                                                |                                                                                |                                                                                |                            |                            |                                                                                              |                                                                                              |                                                                                              |                                                                                              |                                                                                              |                                                                                              |                       |                       |                                                                      |                                                                      |                                                                      |                                                                      |                                                                      |                                                                      |                                                              |                                                              | | | | | | |                                                                                                 |                                                     |                                                                    |                                                     |                                                    |                                                    |                                                    |                                                    |                                                    |                                                    |                                                                 |                                                                 |                                                                 |                                                                 |                                                                 |                                                                 |                       |  | | | | | | |  |  |                                                                                         |                                                                                         |                                                                                         |                                                                                         |                                                                                         |                                                                                         |  |  |                                                        |                                                        |                                                        |                                                        |                                                        |                                                        |  |  |
|  |  |  |  |  |  |                                                   |                                                   |                                                   |                                                   |                                                   |                                                   | Bartolomea Orsini(fille de Carlo Orsini, seigneur de Bracciano) | Bartolomea Orsini(fille de Carlo Orsini, seigneur de Bracciano) | Bartolomea Orsini(fille de Carlo Orsini, seigneur de Bracciano) | Bartolomea Orsini(fille de Carlo Orsini, seigneur de Bracciano) | Bartolomea Orsini(fille de Carlo Orsini, seigneur de Bracciano) | Bartolomea Orsini(fille de Carlo Orsini, seigneur de Bracciano) | | | | |                                                                                                |                                                                                                | Aldobrandino IIcomte de Pitigliano(déposé par son fils en juin 1471)(† 1472)                             | Aldobrandino IIcomte de Pitigliano(déposé par son fils en juin 1471)(† 1472)                             | Aldobrandino IIcomte de Pitigliano(déposé par son fils en juin 1471)(† 1472)                             | Aldobrandino IIcomte de Pitigliano(déposé par son fils en juin 1471)(† 1472)                             | Aldobrandino IIcomte de Pitigliano(déposé par son fils en juin 1471)(† 1472)                             | Aldobrandino IIcomte de Pitigliano(déposé par son fils en juin 1471)(† 1472)                             | | | Gian-Francesco Farneseseigneur d'Ischia(mariage à Pitigliano en 1442) | Gian-Francesco Farneseseigneur d'Ischia(mariage à Pitigliano en 1442) | Gian-Francesco Farneseseigneur d'Ischia(mariage à Pitigliano en 1442) | Gian-Francesco Farneseseigneur d'Ischia(mariage à Pitigliano en 1442) | Gian-Francesco Farneseseigneur d'Ischia(mariage à Pitigliano en 1442)                     | Gian-Francesco Farneseseigneur d'Ischia(mariage à Pitigliano en 1442)                     |                                                                                              |                                                                                              | Isabella(ou Lella)                                                                           | Isabella(ou Lella)                                                                           | Isabella(ou Lella)                                                                                                  | Isabella(ou Lella)                                                                                                  | Isabella(ou Lella) | Isabella(ou Lella) | | | Jacopo Colonnaseigneur de Palestrina | Jacopo Colonnaseigneur de Palestrina | Jacopo Colonnaseigneur de Palestrina                                                            | Jacopo Colonnaseigneur de Palestrina                                                            | Jacopo Colonnaseigneur de Palestrina                 | Jacopo Colonnaseigneur de Palestrina                 |                                                                                     |                                                                                     | Orsina                                                                              | Orsina                                                                              | Orsina                                                                              | Orsina                                                                              | Orsina                                                                 | Orsina                                                                 |                                                                        |                                                                        |                                                                        |                                                                        | | | | | | |                                                    |                                                    |                                                |                                                | | | | | | | | |                                                                                                 |                                                                                                 | | | | | | |                                                                                |                                                                                |                                                                                |                                                                                |                            |                            |                                                                                              |                                                                                              |                                                                                              |                                                                                              |                                                                                              |                                                                                              |                       |                       |                                                                      |                                                                      |                                                                      |                                                                      |                                                                      |                                                                      |                                                              |                                                              | | | | | | |                                                                                                 |                                                     |                                                                    |                                                     |                                                    |                                                    |                                                    |                                                    |                                                    |                                                    |                                                                 |                                                                 |                                                                 |                                                                 |                                                                 |                                                                 |                       |  | | | | | | |  |  |                                                                                         |                                                                                         |                                                                                         |                                                                                         |                                                                                         |                                                                                         |  |  |                                                        |                                                        |                                                        |                                                        |                                                        |                                                        |  |  |
|  |  |  |  |  |  |                                                   |                                                   |                                                   |                                                   |                                                   |                                                   |                                                                 |                                                                 | | | | | | | | |                                                                                                |                                                                                                | | | | | | | | | | | | |                                                                                           |                                                                                           |                                                                                              |                                                                                              |                                                                                              |                                                                                              | | | | | | | | |                                                                                                 |                                                                                                 |                                                      |                                                      |                                                                                     |                                                                                     |                                                                                     |                                                                                     |                                                                                     |                                                                                     |                                                                        |                                                                        |                                                                        |                                                                        |                                                                        |                                                                        | | | | | | |                                                    |                                                    |                                                |                                                | | | | | | | | |                                                                                                 |                                                                                                 | | | | | | |                                                                                |                                                                                |                                                                                |                                                                                |                            |                            |                                                                                              |                                                                                              |                                                                                              |                                                                                              |                                                                                              |                                                                                              |                       |                       |                                                                      |                                                                      |                                                                      |                                                                      |                                                                      |                                                                      |                                                              |                                                              | | | | | | |                                                                                                 |                                                     |                                                                    |                                                     |                                                    |                                                    |                                                    |                                                    |                                                    |                                                    |                                                                 |                                                                 |                                                                 |                                                                 |                                                                 |                                                                 | ?(relation naturelle) |  | | | | | | |  |  |                                                                                         |                                                                                         |                                                                                         |                                                                                         |                                                                                         |                                                                                         |  |  |                                                        |                                                        |                                                        |                                                        |                                                        |                                                        |  |  |
|  |  |  |  |  |  |                                                   |                                                   |                                                   |                                                   |                                                   |                                                   |                                                                 |                                                                 | | | | | | | | |                                                                                                |                                                                                                | | | | | | | | | | | | |                                                                                           |                                                                                           |                                                                                              |                                                                                              |                                                                                              |                                                                                              | | | | | | | | |                                                                                                 |                                                                                                 |                                                      |                                                      |                                                                                     |                                                                                     |                                                                                     |                                                                                     |                                                                                     |                                                                                     |                                                                        |                                                                        |                                                                        |                                                                        |                                                                        |                                                                        | | | | | | |                                                    |                                                    |                                                |                                                | | | | | | | | |                                                                                                 |                                                                                                 | | | | | | |                                                                                |                                                                                |                                                                                |                                                                                |                            |                            |                                                                                              |                                                                                              |                                                                                              |                                                                                              |                                                                                              |                                                                                              |                       |                       |                                                                      |                                                                      |                                                                      |                                                                      |                                                                      |                                                                      |                                                              |                                                              | | | | | | |                                                                                                 |                                                     |                                                                    |                                                     |                                                    |                                                    |                                                    |                                                    |                                                    |                                                    |                                                                 |                                                                 |                                                                 |                                                                 |                                                                 |                                                                 |                       |  | | | | | | |  |  |                                                                                         |                                                                                         |                                                                                         |                                                                                         |                                                                                         |                                                                                         |  |  |                                                        |                                                        |                                                        |                                                        |                                                        |                                                        |  |  |
|  |  |  |  |  |  |                                                   |                                                   |                                                   |                                                   |                                                   |                                                   |                                                                 |                                                                 | | | | | | | | |                                                                                                |                                                                                                | | | | | | | | | | | | |                                                                                           |                                                                                           |                                                                                              |                                                                                              |                                                                                              |                                                                                              | | | | | | | | |                                                                                                 |                                                                                                 |                                                      |                                                      |                                                                                     |                                                                                     |                                                                                     |                                                                                     |                                                                                     |                                                                                     |                                                                        |                                                                        |                                                                        |                                                                        |                                                                        |                                                                        | | | | | | |                                                    |                                                    |                                                |                                                | | | | | | | | |                                                                                                 |                                                                                                 | | | | | | |                                                                                |                                                                                |                                                                                |                                                                                |                            |                            |                                                                                              |                                                                                              |                                                                                              |                                                                                              |                                                                                              |                                                                                              |                       |                       |                                                                      |                                                                      |                                                                      |                                                                      |                                                                      |                                                                      |                                                              |                                                              | | | | | | | Penelope Orsini(† ass. en 1465)(fille de Guido, frère du comte Niccolò Ier)(relation naturelle) |                                                     |                                                                    |                                                     |                                                    |                                                    |                                                    |                                                    |                                                    |                                                    |                                                                 |                                                                 |                                                                 |                                                                 |                                                                 |                                                                 |                       |  | | | | | | |  |  |                                                                                         |                                                                                         |                                                                                         |                                                                                         |                                                                                         |                                                                                         |  |  |                                                        |                                                        |                                                        |                                                        |                                                        |                                                        |  |  |
|  |  |  |  |  |  |                                                   |                                                   |                                                   |                                                   |                                                   |                                                   |                                                                 |                                                                 | | | | | | | | |                                                                                                |                                                                                                | | | | | | | | | | | | |                                                                                           |                                                                                           |                                                                                              |                                                                                              |                                                                                              |                                                                                              | | | | | | | | |                                                                                                 |                                                                                                 |                                                      |                                                      |                                                                                     |                                                                                     |                                                                                     |                                                                                     |                                                                                     |                                                                                     |                                                                        |                                                                        |                                                                        |                                                                        |                                                                        |                                                                        | | | | | | |                                                    |                                                    |                                                |                                                | | | | | | | | |                                                                                                 |                                                                                                 | | | | | | |                                                                                |                                                                                |                                                                                |                                                                                |                            |                            |                                                                                              |                                                                                              |                                                                                              |                                                                                              |                                                                                              |                                                                                              |                       |                       |                                                                      |                                                                      |                                                                      |                                                                      |                                                                      |                                                                      |                                                              |                                                              | | | | | | |                                                                                                 |                                                     |                                                                    |                                                     |                                                    |                                                    |                                                    |                                                    |                                                    |                                                    |                                                                 |                                                                 |                                                                 |                                                                 |                                                                 |                                                                 |                       |  | | | | | | |  |  |                                                                                         |                                                                                         |                                                                                         |                                                                                         |                                                                                         |                                                                                         |  |  |                                                        |                                                        |                                                        |                                                        |                                                        |                                                        |  |  |
|  |  |  |  |  |  |                                                   |                                                   |                                                   |                                                   |                                                   |                                                   |                                                                 |                                                                 | | | | | | | | |                                                                                                |                                                                                                | | | | | | | | | | | | |                                                                                           |                                                                                           |                                                                                              |                                                                                              |                                                                                              |                                                                                              | | | | | | | | |                                                                                                 |                                                                                                 |                                                      |                                                      |                                                                                     |                                                                                     |                                                                                     |                                                                                     |                                                                                     |                                                                                     |                                                                        |                                                                        |                                                                        |                                                                        |                                                                        |                                                                        | | | | | | |                                                    |                                                    |                                                |                                                | | | | | | | | |                                                                                                 |                                                                                                 | | | | | | |                                                                                |                                                                                |                                                                                |                                                                                |                            |                            |                                                                                              |                                                                                              |                                                                                              |                                                                                              |                                                                                              |                                                                                              |                       |                       |                                                                      |                                                                      |                                                                      |                                                                      |                                                                      |                                                                      |                                                              |                                                              | | | | | | |                                                                                                 |                                                     |                                                                    |                                                     |                                                    |                                                    |                                                    |                                                    |                                                    |                                                    |                                                                 |                                                                 |                                                                 |                                                                 |                                                                 |                                                                 |                       |  | | | | | | |  |  |                                                                                         |                                                                                         |                                                                                         |                                                                                         |                                                                                         |                                                                                         |  |  |                                                        |                                                        |                                                        |                                                        |                                                        |                                                        |  |  |
|  |  |  |  |  |  |                                                   |                                                   |                                                   |                                                   |                                                   |                                                   |                                                                 |                                                                 | | | | | | | | |                                                                                                |                                                                                                | | | | | | | | | | | | |                                                                                           |                                                                                           |                                                                                              |                                                                                              |                                                                                              |                                                                                              | | | | | | | | |                                                                                                 |                                                                                                 |                                                      |                                                      |                                                                                     |                                                                                     |                                                                                     |                                                                                     |                                                                                     |                                                                                     |                                                                        |                                                                        |                                                                        |                                                                        |                                                                        |                                                                        | | | | | | |                                                    |                                                    |                                                |                                                | | | | | | | | |                                                                                                 |                                                                                                 | | | | | | |                                                                                |                                                                                |                                                                                |                                                                                |                            |                            |                                                                                              |                                                                                              |                                                                                              |                                                                                              |                                                                                              |                                                                                              |                       |                       |                                                                      |                                                                      |                                                                      |                                                                      |                                                                      |                                                                      |                                                              |                                                              | | | | | | |                                                                                                 |                                                     |                                                                    |                                                     |                                                    |                                                    |                                                    |                                                    |                                                    |                                                    |                                                                 |                                                                 |                                                                 |                                                                 |                                                                 |                                                                 |                       |  | | | | | | |  |  |                                                                                         |                                                                                         |                                                                                         |                                                                                         |                                                                                         |                                                                                         |  |  |                                                        |                                                        |                                                        |                                                        |                                                        |                                                        |  |  |
|  |  |  |  |  |  | Simona                                            | Simona                                            | Simona                                            | Simona                                            | Simona                                            | Simona                                            |                                                                 |                                                                 | Ludovico(† 1465, tué par son frère Niccolò) | Ludovico(† 1465, tué par son frère Niccolò) | Ludovico(† 1465, tué par son frère Niccolò) | Ludovico(† 1465, tué par son frère Niccolò) | Ludovico(† 1465, tué par son frère Niccolò) | Ludovico(† 1465, tué par son frère Niccolò) | | | Elena Conti(† à Nola en 1504)(fille de Giacomo, comte de Montalcino)(premier mariage, en 1467) | Elena Conti(† à Nola en 1504)(fille de Giacomo, comte de Montalcino)(premier mariage, en 1467) | Elena Conti(† à Nola en 1504)(fille de Giacomo, comte de Montalcino)(premier mariage, en 1467)           | Elena Conti(† à Nola en 1504)(fille de Giacomo, comte de Montalcino)(premier mariage, en 1467)           | Elena Conti(† à Nola en 1504)(fille de Giacomo, comte de Montalcino)(premier mariage, en 1467)           | Elena Conti(† à Nola en 1504)(fille de Giacomo, comte de Montalcino)(premier mariage, en 1467)           | | | | | | | Niccolò IIcomte de Pitigliano(né à Pitigliano en octobre 1442-† à Lonigo en janvier 1510) | Niccolò IIcomte de Pitigliano(né à Pitigliano en octobre 1442-† à Lonigo en janvier 1510) | Niccolò IIcomte de Pitigliano(né à Pitigliano en octobre 1442-† à Lonigo en janvier 1510) | Niccolò IIcomte de Pitigliano(né à Pitigliano en octobre 1442-† à Lonigo en janvier 1510) | Niccolò IIcomte de Pitigliano(né à Pitigliano en octobre 1442-† à Lonigo en janvier 1510)    | Niccolò IIcomte de Pitigliano(né à Pitigliano en octobre 1442-† à Lonigo en janvier 1510)    |                                                                                              |                                                                                              | | | | | Guglielmina(† test. 29 août 1529)(femme de basse condition)(second mariage)                                                                 | Guglielmina(† test. 29 août 1529)(femme de basse condition)(second mariage)                                                                 | Guglielmina(† test. 29 août 1529)(femme de basse condition)(second mariage)                                                                 | Guglielmina(† test. 29 août 1529)(femme de basse condition)(second mariage)                                                                 | Guglielmina(† test. 29 août 1529)(femme de basse condition)(second mariage)                     | Guglielmina(† test. 29 août 1529)(femme de basse condition)(second mariage)                     |                                                      |                                                      | Gianfrancescoévêque de Bitonto(1502-1515)(† en 1515])                               | Gianfrancescoévêque de Bitonto(1502-1515)(† en 1515])                               | Gianfrancescoévêque de Bitonto(1502-1515)(† en 1515])                               | Gianfrancescoévêque de Bitonto(1502-1515)(† en 1515])                               | Gianfrancescoévêque de Bitonto(1502-1515)(† en 1515])                               | Gianfrancescoévêque de Bitonto(1502-1515)(† en 1515])                               |                                                                        |                                                                        | Giacomo-Ranolfo Colonnaseigneur de Rioffredo(premier mariage)          | Giacomo-Ranolfo Colonnaseigneur de Rioffredo(premier mariage)          | Giacomo-Ranolfo Colonnaseigneur de Rioffredo(premier mariage)          | Giacomo-Ranolfo Colonnaseigneur de Rioffredo(premier mariage)          | Giacomo-Ranolfo Colonnaseigneur de Rioffredo(premier mariage)                                                       | Giacomo-Ranolfo Colonnaseigneur de Rioffredo(premier mariage)                                                       | | | Luigia | Luigia | Luigia                                             | Luigia                                             | Luigia                                         | Luigia                                         | | | Corrado Monaldeschiseigneur de Bobeno(second mariage, en 1450)                                                                       | Corrado Monaldeschiseigneur de Bobeno(second mariage, en 1450)                                                                       | Corrado Monaldeschiseigneur de Bobeno(second mariage, en 1450)                                                                       | Corrado Monaldeschiseigneur de Bobeno(second mariage, en 1450)                                                                       | Corrado Monaldeschiseigneur de Bobeno(second mariage, en 1450)                                        | Corrado Monaldeschiseigneur de Bobeno(second mariage, en 1450)                                        |                                                                                                 |                                                                                                 | Orlandoévêque de Nola(13 décembre 1473-1505)et recteur de l'Université de Rome(17 août 1495-1505)(† à Rome en 1505) | Orlandoévêque de Nola(13 décembre 1473-1505)et recteur de l'Université de Rome(17 août 1495-1505)(† à Rome en 1505) | Orlandoévêque de Nola(13 décembre 1473-1505)et recteur de l'Université de Rome(17 août 1495-1505)(† à Rome en 1505) | Orlandoévêque de Nola(13 décembre 1473-1505)et recteur de l'Université de Rome(17 août 1495-1505)(† à Rome en 1505) | Orlandoévêque de Nola(13 décembre 1473-1505)et recteur de l'Université de Rome(17 août 1495-1505)(† à Rome en 1505) | Orlandoévêque de Nola(13 décembre 1473-1505)et recteur de l'Université de Rome(17 août 1495-1505)(† à Rome en 1505) |                                                                                |                                                                                | Cesare Bandini della Pieve                                                     | Cesare Bandini della Pieve                                                     | Cesare Bandini della Pieve | Cesare Bandini della Pieve | Cesare Bandini della Pieve                                                                   | Cesare Bandini della Pieve                                                                   |                                                                                              |                                                                                              | Bernardina                                                                                   | Bernardina                                                                                   | Bernardina            | Bernardina            | Bernardina                                                           | Bernardina                                                           |                                                                      |                                                                      | ?(un fils naturel)(† tué en même temps que sa mère, en 1465)         | ?(un fils naturel)(† tué en même temps que sa mère, en 1465)         | ?(un fils naturel)(† tué en même temps que sa mère, en 1465) | ?(un fils naturel)(† tué en même temps que sa mère, en 1465) | ?(un fils naturel)(† tué en même temps que sa mère, en 1465)                                       | ?(un fils naturel)(† tué en même temps que sa mère, en 1465)                                       | | | Benedetto degli Alessandri(mariage du 29 mars 1452)                                                | Benedetto degli Alessandri(mariage du 29 mars 1452)                                                | Benedetto degli Alessandri(mariage du 29 mars 1452)                                             | Benedetto degli Alessandri(mariage du 29 mars 1452) | Benedetto degli Alessandri(mariage du 29 mars 1452)                | Benedetto degli Alessandri(mariage du 29 mars 1452) |                                                    |                                                    | Marsobilia(fille naturelle)                        | Marsobilia(fille naturelle)                        | Marsobilia(fille naturelle)                        | Marsobilia(fille naturelle)                        | Marsobilia(fille naturelle)                                     | Marsobilia(fille naturelle)                                     |                                                                 |                                                                 |                                                                 |                                                                 |                       |  | | | | | | |  |  |                                                                                         |                                                                                         |                                                                                         |                                                                                         |                                                                                         |                                                                                         |  |  |                                                        |                                                        |                                                        |                                                        |                                                        |                                                        |  |  |
|  |  |  |  |  |  | Simona                                            | Simona                                            | Simona                                            | Simona                                            | Simona                                            | Simona                                            |                                                                 |                                                                 | Ludovico(† 1465, tué par son frère Niccolò) | Ludovico(† 1465, tué par son frère Niccolò) | Ludovico(† 1465, tué par son frère Niccolò) | Ludovico(† 1465, tué par son frère Niccolò) | Ludovico(† 1465, tué par son frère Niccolò) | Ludovico(† 1465, tué par son frère Niccolò) | | | Elena Conti(† à Nola en 1504)(fille de Giacomo, comte de Montalcino)(premier mariage, en 1467) | Elena Conti(† à Nola en 1504)(fille de Giacomo, comte de Montalcino)(premier mariage, en 1467) | Elena Conti(† à Nola en 1504)(fille de Giacomo, comte de Montalcino)(premier mariage, en 1467)           | Elena Conti(† à Nola en 1504)(fille de Giacomo, comte de Montalcino)(premier mariage, en 1467)           | Elena Conti(† à Nola en 1504)(fille de Giacomo, comte de Montalcino)(premier mariage, en 1467)           | Elena Conti(† à Nola en 1504)(fille de Giacomo, comte de Montalcino)(premier mariage, en 1467)           | | | | | | | Niccolò IIcomte de Pitigliano(né à Pitigliano en octobre 1442-† à Lonigo en janvier 1510) | Niccolò IIcomte de Pitigliano(né à Pitigliano en octobre 1442-† à Lonigo en janvier 1510) | Niccolò IIcomte de Pitigliano(né à Pitigliano en octobre 1442-† à Lonigo en janvier 1510) | Niccolò IIcomte de Pitigliano(né à Pitigliano en octobre 1442-† à Lonigo en janvier 1510) | Niccolò IIcomte de Pitigliano(né à Pitigliano en octobre 1442-† à Lonigo en janvier 1510)    | Niccolò IIcomte de Pitigliano(né à Pitigliano en octobre 1442-† à Lonigo en janvier 1510)    |                                                                                              |                                                                                              | | | | | Guglielmina(† test. 29 août 1529)(femme de basse condition)(second mariage)                                                                 | Guglielmina(† test. 29 août 1529)(femme de basse condition)(second mariage)                                                                 | Guglielmina(† test. 29 août 1529)(femme de basse condition)(second mariage)                                                                 | Guglielmina(† test. 29 août 1529)(femme de basse condition)(second mariage)                                                                 | Guglielmina(† test. 29 août 1529)(femme de basse condition)(second mariage)                     | Guglielmina(† test. 29 août 1529)(femme de basse condition)(second mariage)                     |                                                      |                                                      | Gianfrancescoévêque de Bitonto(1502-1515)(† en 1515])                               | Gianfrancescoévêque de Bitonto(1502-1515)(† en 1515])                               | Gianfrancescoévêque de Bitonto(1502-1515)(† en 1515])                               | Gianfrancescoévêque de Bitonto(1502-1515)(† en 1515])                               | Gianfrancescoévêque de Bitonto(1502-1515)(† en 1515])                               | Gianfrancescoévêque de Bitonto(1502-1515)(† en 1515])                               |                                                                        |                                                                        | Giacomo-Ranolfo Colonnaseigneur de Rioffredo(premier mariage)          | Giacomo-Ranolfo Colonnaseigneur de Rioffredo(premier mariage)          | Giacomo-Ranolfo Colonnaseigneur de Rioffredo(premier mariage)          | Giacomo-Ranolfo Colonnaseigneur de Rioffredo(premier mariage)          | Giacomo-Ranolfo Colonnaseigneur de Rioffredo(premier mariage)                                                       | Giacomo-Ranolfo Colonnaseigneur de Rioffredo(premier mariage)                                                       | | | Luigia | Luigia | Luigia                                             | Luigia                                             | Luigia                                         | Luigia                                         | | | Corrado Monaldeschiseigneur de Bobeno(second mariage, en 1450)                                                                       | Corrado Monaldeschiseigneur de Bobeno(second mariage, en 1450)                                                                       | Corrado Monaldeschiseigneur de Bobeno(second mariage, en 1450)                                                                       | Corrado Monaldeschiseigneur de Bobeno(second mariage, en 1450)                                                                       | Corrado Monaldeschiseigneur de Bobeno(second mariage, en 1450)                                        | Corrado Monaldeschiseigneur de Bobeno(second mariage, en 1450)                                        |                                                                                                 |                                                                                                 | Orlandoévêque de Nola(13 décembre 1473-1505)et recteur de l'Université de Rome(17 août 1495-1505)(† à Rome en 1505) | Orlandoévêque de Nola(13 décembre 1473-1505)et recteur de l'Université de Rome(17 août 1495-1505)(† à Rome en 1505) | Orlandoévêque de Nola(13 décembre 1473-1505)et recteur de l'Université de Rome(17 août 1495-1505)(† à Rome en 1505) | Orlandoévêque de Nola(13 décembre 1473-1505)et recteur de l'Université de Rome(17 août 1495-1505)(† à Rome en 1505) | Orlandoévêque de Nola(13 décembre 1473-1505)et recteur de l'Université de Rome(17 août 1495-1505)(† à Rome en 1505) | Orlandoévêque de Nola(13 décembre 1473-1505)et recteur de l'Université de Rome(17 août 1495-1505)(† à Rome en 1505) |                                                                                |                                                                                | Cesare Bandini della Pieve                                                     | Cesare Bandini della Pieve                                                     | Cesare Bandini della Pieve | Cesare Bandini della Pieve | Cesare Bandini della Pieve                                                                   | Cesare Bandini della Pieve                                                                   |                                                                                              |                                                                                              | Bernardina                                                                                   | Bernardina                                                                                   | Bernardina            | Bernardina            | Bernardina                                                           | Bernardina                                                           |                                                                      |                                                                      | ?(un fils naturel)(† tué en même temps que sa mère, en 1465)         | ?(un fils naturel)(† tué en même temps que sa mère, en 1465)         | ?(un fils naturel)(† tué en même temps que sa mère, en 1465) | ?(un fils naturel)(† tué en même temps que sa mère, en 1465) | ?(un fils naturel)(† tué en même temps que sa mère, en 1465)                                       | ?(un fils naturel)(† tué en même temps que sa mère, en 1465)                                       | | | Benedetto degli Alessandri(mariage du 29 mars 1452)                                                | Benedetto degli Alessandri(mariage du 29 mars 1452)                                                | Benedetto degli Alessandri(mariage du 29 mars 1452)                                             | Benedetto degli Alessandri(mariage du 29 mars 1452) | Benedetto degli Alessandri(mariage du 29 mars 1452)                | Benedetto degli Alessandri(mariage du 29 mars 1452) |                                                    |                                                    | Marsobilia(fille naturelle)                        | Marsobilia(fille naturelle)                        | Marsobilia(fille naturelle)                        | Marsobilia(fille naturelle)                        | Marsobilia(fille naturelle)                                     | Marsobilia(fille naturelle)                                     |                                                                 |                                                                 |                                                                 |                                                                 |                       |  | | | | | | |  |  |                                                                                         |                                                                                         |                                                                                         |                                                                                         |                                                                                         |                                                                                         |  |  |                                                        |                                                        |                                                        |                                                        |                                                        |                                                        |  |  |
|  |  |  |  |  |  |                                                   |                                                   |                                                   |                                                   |                                                   |                                                   |                                                                 |                                                                 | | | | | | | | |                                                                                                |                                                                                                | | | | | | | | | | | | |                                                                                           |                                                                                           |                                                                                              |                                                                                              |                                                                                              |                                                                                              | | | | | | | | |                                                                                                 |                                                                                                 |                                                      |                                                      |                                                                                     |                                                                                     |                                                                                     |                                                                                     |                                                                                     |                                                                                     |                                                                        |                                                                        |                                                                        |                                                                        |                                                                        |                                                                        | | | | | | |                                                    |                                                    |                                                |                                                | | | | | | | | |                                                                                                 |                                                                                                 | | | | | | |                                                                                |                                                                                |                                                                                |                                                                                |                            |                            |                                                                                              |                                                                                              |                                                                                              |                                                                                              |                                                                                              |                                                                                              |                       |                       |                                                                      |                                                                      |                                                                      |                                                                      |                                                                      |                                                                      |                                                              |                                                              | | | | | | |                                                                                                 |                                                     |                                                                    |                                                     |                                                    |                                                    |                                                    |                                                    |                                                    |                                                    |                                                                 |                                                                 |                                                                 |                                                                 |                                                                 |                                                                 |                       |  | | | | | | |  |  |                                                                                         |                                                                                         |                                                                                         |                                                                                         |                                                                                         |                                                                                         |  |  |                                                        |                                                        |                                                        |                                                        |                                                        |                                                        |  |  |
|  |  |  |  |  |  |                                                   |                                                   |                                                   |                                                   |                                                   |                                                   |                                                                 |                                                                 | | | | | | | | |                                                                                                |                                                                                                | | | | | | | | | | | | |                                                                                           |                                                                                           |                                                                                              |                                                                                              |                                                                                              |                                                                                              | | | | | | | | |                                                                                                 |                                                                                                 |                                                      |                                                      |                                                                                     |                                                                                     |                                                                                     |                                                                                     |                                                                                     |                                                                                     |                                                                        |                                                                        |                                                                        |                                                                        |                                                                        |                                                                        | | | | | | |                                                    |                                                    |                                                |                                                | | | | | | | | |                                                                                                 |                                                                                                 | | | | | | |                                                                                |                                                                                |                                                                                |                                                                                |                            |                            |                                                                                              |                                                                                              |                                                                                              |                                                                                              |                                                                                              |                                                                                              |                       |                       |                                                                      |                                                                      |                                                                      |                                                                      |                                                                      |                                                                      |                                                              |                                                              | | | | | | |                                                                                                 |                                                     |                                                                    |                                                     |                                                    |                                                    |                                                    |                                                    |                                                    |                                                    |                                                                 |                                                                 |                                                                 |                                                                 |                                                                 |                                                                 |                       |  | | | | | | |  |  |                                                                                         |                                                                                         |                                                                                         |                                                                                         |                                                                                         |                                                                                         |  |  |                                                        |                                                        |                                                        |                                                        |                                                        |                                                        |  |  |
|  |  |  |  |  |  |                                                   |                                                   |                                                   |                                                   |                                                   |                                                   |                                                                 |                                                                 | | | | | | | | |                                                                                                |                                                                                                | | | | | | | | | | | | |                                                                                           |                                                                                           |                                                                                              |                                                                                              |                                                                                              |                                                                                              | | | | | | | | |                                                                                                 |                                                                                                 |                                                      |                                                      |                                                                                     |                                                                                     |                                                                                     |                                                                                     |                                                                                     |                                                                                     |                                                                        |                                                                        |                                                                        |                                                                        |                                                                        |                                                                        | | | | | | |                                                    |                                                    |                                                |                                                | | | | | | | | |                                                                                                 |                                                                                                 | | | | | | |                                                                                |                                                                                |                                                                                |                                                                                |                            |                            |                                                                                              |                                                                                              |                                                                                              |                                                                                              |                                                                                              |                                                                                              |                       |                       |                                                                      |                                                                      |                                                                      |                                                                      |                                                                      |                                                                      |                                                              |                                                              | | | | | | |                                                                                                 |                                                     |                                                                    |                                                     |                                                    |                                                    |                                                    |                                                    |                                                    |                                                    |                                                                 |                                                                 |                                                                 |                                                                 |                                                                 |                                                                 |                       |  | | | | | | |  |  |                                                                                         |                                                                                         |                                                                                         |                                                                                         |                                                                                         |                                                                                         |  |  |                                                        |                                                        |                                                        |                                                        |                                                        |                                                        |  |  |
|  |  |  |  |  |  |                                                   |                                                   |                                                   |                                                   |                                                   |                                                   |                                                                 |                                                                 | | | | | | | | |                                                                                                |                                                                                                | | | | | | | | | | | | |                                                                                           |                                                                                           |                                                                                              |                                                                                              |                                                                                              |                                                                                              | | | | | | | | |                                                                                                 |                                                                                                 |                                                      |                                                      |                                                                                     |                                                                                     |                                                                                     |                                                                                     |                                                                                     |                                                                                     |                                                                        |                                                                        |                                                                        |                                                                        |                                                                        |                                                                        | | | | | | |                                                    |                                                    |                                                |                                                | | | | | | | | |                                                                                                 |                                                                                                 | | | | | | |                                                                                |                                                                                |                                                                                |                                                                                |                            |                            |                                                                                              |                                                                                              |                                                                                              |                                                                                              |                                                                                              |                                                                                              |                       |                       |                                                                      |                                                                      |                                                                      |                                                                      |                                                                      |                                                                      |                                                              |                                                              | | | | | | |                                                                                                 |                                                     |                                                                    |                                                     |                                                    |                                                    |                                                    |                                                    |                                                    |                                                    |                                                                 |                                                                 |                                                                 |                                                                 |                                                                 |                                                                 |                       |  | | | | | | |  |  |                                                                                         |                                                                                         |                                                                                         |                                                                                         |                                                                                         |                                                                                         |  |  |                                                        |                                                        |                                                        |                                                        |                                                        |                                                        |  |  |
|  |  |  |  |  |  | Sigismondo Carafaprince d'Aliano(mariage en 1500) | Sigismondo Carafaprince d'Aliano(mariage en 1500) | Sigismondo Carafaprince d'Aliano(mariage en 1500) | Sigismondo Carafaprince d'Aliano(mariage en 1500) | Sigismondo Carafaprince d'Aliano(mariage en 1500) | Sigismondo Carafaprince d'Aliano(mariage en 1500) |                                                                 |                                                                 | Francesca(née en 1469-† 25 décembre 1562) | Francesca(née en 1469-† 25 décembre 1562) | Francesca(née en 1469-† 25 décembre 1562) | Francesca(née en 1469-† 25 décembre 1562) | Francesca(née en 1469-† 25 décembre 1562) | Francesca(née en 1469-† 25 décembre 1562) | | | Giulia Conti(fille de Jacopo Conti)                                                            | Giulia Conti(fille de Jacopo Conti)                                                            | Giulia Conti(fille de Jacopo Conti)                                                                      | Giulia Conti(fille de Jacopo Conti)                                                                      | Giulia Conti(fille de Jacopo Conti)                                                                      | Giulia Conti(fille de Jacopo Conti)                                                                      | | | | | | | Ludovicocomte de Pitigliano(† à Pitigliano le 27 janvier 1534) | Ludovicocomte de Pitigliano(† à Pitigliano le 27 janvier 1534) | Ludovicocomte de Pitigliano(† à Pitigliano le 27 janvier 1534)                            | Ludovicocomte de Pitigliano(† à Pitigliano le 27 janvier 1534)                            | Ludovicocomte de Pitigliano(† à Pitigliano le 27 janvier 1534)                               | Ludovicocomte de Pitigliano(† à Pitigliano le 27 janvier 1534)                               |                                                                                              |                                                                                              | Aldobrandinonommé archevêque de Nicosie, renoncechanoine de Saint-Pierre de Rome(† à Morlupo enseptembre 1521)      | Aldobrandinonommé archevêque de Nicosie, renoncechanoine de Saint-Pierre de Rome(† à Morlupo enseptembre 1521)      | Aldobrandinonommé archevêque de Nicosie, renoncechanoine de Saint-Pierre de Rome(† à Morlupo enseptembre 1521)                              | Aldobrandinonommé archevêque de Nicosie, renoncechanoine de Saint-Pierre de Rome(† à Morlupo enseptembre 1521)                              | Aldobrandinonommé archevêque de Nicosie, renoncechanoine de Saint-Pierre de Rome(† à Morlupo enseptembre 1521)                              | Aldobrandinonommé archevêque de Nicosie, renoncechanoine de Saint-Pierre de Rome(† à Morlupo enseptembre 1521)                              | | | Federico Sforzacomte de Santa Fiora(mariage en 1484)                                            | Federico Sforzacomte de Santa Fiora(mariage en 1484)                                            | Federico Sforzacomte de Santa Fiora(mariage en 1484) | Federico Sforzacomte de Santa Fiora(mariage en 1484) | Federico Sforzacomte de Santa Fiora(mariage en 1484)                                | Federico Sforzacomte de Santa Fiora(mariage en 1484)                                |                                                                                     |                                                                                     | Bartolomea                                                                          | Bartolomea                                                                          | Bartolomea                                                             | Bartolomea                                                             | Bartolomea                                                             | Bartolomea                                                             |                                                                        |                                                                        | Caterina d'Aragona(fille d'Henri, marquis de Geraci)                                                                | Caterina d'Aragona(fille d'Henri, marquis de Geraci)                                                                | Caterina d'Aragona(fille d'Henri, marquis de Geraci)                                                                | Caterina d'Aragona(fille d'Henri, marquis de Geraci)                                                                | Caterina d'Aragona(fille d'Henri, marquis de Geraci)                                                                | Caterina d'Aragona(fille d'Henri, marquis de Geraci)                                                                |                                                    |                                                    | Gentile(† en 1504)                             | Gentile(† en 1504)                             | Gentile(† en 1504) | Gentile(† en 1504) | Gentile(† en 1504) | Gentile(† en 1504) | | | Angelo Farnese(mariage à Valentano le 11 mai 1488)                                                    | Angelo Farnese(mariage à Valentano le 11 mai 1488)                                                    | Angelo Farnese(mariage à Valentano le 11 mai 1488)                                              | Angelo Farnese(mariage à Valentano le 11 mai 1488)                                              | Angelo Farnese(mariage à Valentano le 11 mai 1488)                                                                  | Angelo Farnese(mariage à Valentano le 11 mai 1488)                                                                  | | | Angela(† au monastère delle Murate à Florence en 1510)                                                              | Angela(† au monastère delle Murate à Florence en 1510)                                                              | Angela(† au monastère delle Murate à Florence en 1510)                         | Angela(† au monastère delle Murate à Florence en 1510)                         | Angela(† au monastère delle Murate à Florence en 1510)                         | Angela(† au monastère delle Murate à Florence en 1510)                         |                            |                            | Giovanni(† en décembre 1498)                                                                 | Giovanni(† en décembre 1498)                                                                 | Giovanni(† en décembre 1498)                                                                 | Giovanni(† en décembre 1498)                                                                 | Giovanni(† en décembre 1498)                                                                 | Giovanni(† en décembre 1498)                                                                 |                       |                       | Paolo Savelliseigneur de Castel Gandolfo                             | Paolo Savelliseigneur de Castel Gandolfo                             | Paolo Savelliseigneur de Castel Gandolfo                             | Paolo Savelliseigneur de Castel Gandolfo                             | Paolo Savelliseigneur de Castel Gandolfo                             | Paolo Savelliseigneur de Castel Gandolfo                             |                                                              |                                                              | Dianora                                                                                            | Dianora                                                                                            | Dianora                                                                                            | Dianora                                                                                            | Dianora                                                                                            | Dianora                                                                                            |                                                                                                 |                                                     | Gianfrancesco(† après 1508)                                        | Gianfrancesco(† après 1508)                         | Gianfrancesco(† après 1508)                        | Gianfrancesco(† après 1508)                        | Gianfrancesco(† après 1508)                        | Gianfrancesco(† après 1508)                        |                                                    |                                                    | Anfronsina Mauruzzi(fille de Lancellotto, 2e comte de San Polo) | Anfronsina Mauruzzi(fille de Lancellotto, 2e comte de San Polo) | Anfronsina Mauruzzi(fille de Lancellotto, 2e comte de San Polo) | Anfronsina Mauruzzi(fille de Lancellotto, 2e comte de San Polo) | Anfronsina Mauruzzi(fille de Lancellotto, 2e comte de San Polo) | Anfronsina Mauruzzi(fille de Lancellotto, 2e comte de San Polo) |                       |  | Chiappinoseigneur de Monte Vitozzo(† de ses blessures le 17 septembre 1515, après la bataille de Marignan) | Chiappinoseigneur de Monte Vitozzo(† de ses blessures le 17 septembre 1515, après la bataille de Marignan) | Chiappinoseigneur de Monte Vitozzo(† de ses blessures le 17 septembre 1515, après la bataille de Marignan) | Chiappinoseigneur de Monte Vitozzo(† de ses blessures le 17 septembre 1515, après la bataille de Marignan) | Chiappinoseigneur de Monte Vitozzo(† de ses blessures le 17 septembre 1515, après la bataille de Marignan) | Chiappinoseigneur de Monte Vitozzo(† de ses blessures le 17 septembre 1515, après la bataille de Marignan) |  |  | Riccardo Alidosicoseigneur de Castel del Rio,seigneur de Tossignano,seigneur de Fontana | Riccardo Alidosicoseigneur de Castel del Rio,seigneur de Tossignano,seigneur de Fontana | Riccardo Alidosicoseigneur de Castel del Rio,seigneur de Tossignano,seigneur de Fontana | Riccardo Alidosicoseigneur de Castel del Rio,seigneur de Tossignano,seigneur de Fontana | Riccardo Alidosicoseigneur de Castel del Rio,seigneur de Tossignano,seigneur de Fontana | Riccardo Alidosicoseigneur de Castel del Rio,seigneur de Tossignano,seigneur de Fontana |  |  | Brigida(née en 1495-† à Padoue le 22 mai 1539 ou 1540) | Brigida(née en 1495-† à Padoue le 22 mai 1539 ou 1540) | Brigida(née en 1495-† à Padoue le 22 mai 1539 ou 1540) | Brigida(née en 1495-† à Padoue le 22 mai 1539 ou 1540) | Brigida(née en 1495-† à Padoue le 22 mai 1539 ou 1540) | Brigida(née en 1495-† à Padoue le 22 mai 1539 ou 1540) |  |  |
|  |  |  |  |  |  | Sigismondo Carafaprince d'Aliano(mariage en 1500) | Sigismondo Carafaprince d'Aliano(mariage en 1500) | Sigismondo Carafaprince d'Aliano(mariage en 1500) | Sigismondo Carafaprince d'Aliano(mariage en 1500) | Sigismondo Carafaprince d'Aliano(mariage en 1500) | Sigismondo Carafaprince d'Aliano(mariage en 1500) |                                                                 |                                                                 | Francesca(née en 1469-† 25 décembre 1562) | Francesca(née en 1469-† 25 décembre 1562) | Francesca(née en 1469-† 25 décembre 1562) | Francesca(née en 1469-† 25 décembre 1562) | Francesca(née en 1469-† 25 décembre 1562) | Francesca(née en 1469-† 25 décembre 1562) | | | Giulia Conti(fille de Jacopo Conti)                                                            | Giulia Conti(fille de Jacopo Conti)                                                            | Giulia Conti(fille de Jacopo Conti)                                                                      | Giulia Conti(fille de Jacopo Conti)                                                                      | Giulia Conti(fille de Jacopo Conti)                                                                      | Giulia Conti(fille de Jacopo Conti)                                                                      | | | | | | | Ludovicocomte de Pitigliano(† à Pitigliano le 27 janvier 1534) | Ludovicocomte de Pitigliano(† à Pitigliano le 27 janvier 1534) | Ludovicocomte de Pitigliano(† à Pitigliano le 27 janvier 1534)                            | Ludovicocomte de Pitigliano(† à Pitigliano le 27 janvier 1534)                            | Ludovicocomte de Pitigliano(† à Pitigliano le 27 janvier 1534)                               | Ludovicocomte de Pitigliano(† à Pitigliano le 27 janvier 1534)                               |                                                                                              |                                                                                              | Aldobrandinonommé archevêque de Nicosie, renoncechanoine de Saint-Pierre de Rome(† à Morlupo enseptembre 1521)      | Aldobrandinonommé archevêque de Nicosie, renoncechanoine de Saint-Pierre de Rome(† à Morlupo enseptembre 1521)      | Aldobrandinonommé archevêque de Nicosie, renoncechanoine de Saint-Pierre de Rome(† à Morlupo enseptembre 1521)                              | Aldobrandinonommé archevêque de Nicosie, renoncechanoine de Saint-Pierre de Rome(† à Morlupo enseptembre 1521)                              | Aldobrandinonommé archevêque de Nicosie, renoncechanoine de Saint-Pierre de Rome(† à Morlupo enseptembre 1521)                              | Aldobrandinonommé archevêque de Nicosie, renoncechanoine de Saint-Pierre de Rome(† à Morlupo enseptembre 1521)                              | | | Federico Sforzacomte de Santa Fiora(mariage en 1484)                                            | Federico Sforzacomte de Santa Fiora(mariage en 1484)                                            | Federico Sforzacomte de Santa Fiora(mariage en 1484) | Federico Sforzacomte de Santa Fiora(mariage en 1484) | Federico Sforzacomte de Santa Fiora(mariage en 1484)                                | Federico Sforzacomte de Santa Fiora(mariage en 1484)                                |                                                                                     |                                                                                     | Bartolomea                                                                          | Bartolomea                                                                          | Bartolomea                                                             | Bartolomea                                                             | Bartolomea                                                             | Bartolomea                                                             |                                                                        |                                                                        | Caterina d'Aragona(fille d'Henri, marquis de Geraci)                                                                | Caterina d'Aragona(fille d'Henri, marquis de Geraci)                                                                | Caterina d'Aragona(fille d'Henri, marquis de Geraci)                                                                | Caterina d'Aragona(fille d'Henri, marquis de Geraci)                                                                | Caterina d'Aragona(fille d'Henri, marquis de Geraci)                                                                | Caterina d'Aragona(fille d'Henri, marquis de Geraci)                                                                |                                                    |                                                    | Gentile(† en 1504)                             | Gentile(† en 1504)                             | Gentile(† en 1504) | Gentile(† en 1504) | Gentile(† en 1504) | Gentile(† en 1504) | | | Angelo Farnese(mariage à Valentano le 11 mai 1488)                                                    | Angelo Farnese(mariage à Valentano le 11 mai 1488)                                                    | Angelo Farnese(mariage à Valentano le 11 mai 1488)                                              | Angelo Farnese(mariage à Valentano le 11 mai 1488)                                              | Angelo Farnese(mariage à Valentano le 11 mai 1488)                                                                  | Angelo Farnese(mariage à Valentano le 11 mai 1488)                                                                  | | | Angela(† au monastère delle Murate à Florence en 1510)                                                              | Angela(† au monastère delle Murate à Florence en 1510)                                                              | Angela(† au monastère delle Murate à Florence en 1510)                         | Angela(† au monastère delle Murate à Florence en 1510)                         | Angela(† au monastère delle Murate à Florence en 1510)                         | Angela(† au monastère delle Murate à Florence en 1510)                         |                            |                            | Giovanni(† en décembre 1498)                                                                 | Giovanni(† en décembre 1498)                                                                 | Giovanni(† en décembre 1498)                                                                 | Giovanni(† en décembre 1498)                                                                 | Giovanni(† en décembre 1498)                                                                 | Giovanni(† en décembre 1498)                                                                 |                       |                       | Paolo Savelliseigneur de Castel Gandolfo                             | Paolo Savelliseigneur de Castel Gandolfo                             | Paolo Savelliseigneur de Castel Gandolfo                             | Paolo Savelliseigneur de Castel Gandolfo                             | Paolo Savelliseigneur de Castel Gandolfo                             | Paolo Savelliseigneur de Castel Gandolfo                             |                                                              |                                                              | Dianora                                                                                            | Dianora                                                                                            | Dianora                                                                                            | Dianora                                                                                            | Dianora                                                                                            | Dianora                                                                                            |                                                                                                 |                                                     | Gianfrancesco(† après 1508)                                        | Gianfrancesco(† après 1508)                         | Gianfrancesco(† après 1508)                        | Gianfrancesco(† après 1508)                        | Gianfrancesco(† après 1508)                        | Gianfrancesco(† après 1508)                        |                                                    |                                                    | Anfronsina Mauruzzi(fille de Lancellotto, 2e comte de San Polo) | Anfronsina Mauruzzi(fille de Lancellotto, 2e comte de San Polo) | Anfronsina Mauruzzi(fille de Lancellotto, 2e comte de San Polo) | Anfronsina Mauruzzi(fille de Lancellotto, 2e comte de San Polo) | Anfronsina Mauruzzi(fille de Lancellotto, 2e comte de San Polo) | Anfronsina Mauruzzi(fille de Lancellotto, 2e comte de San Polo) |                       |  | Chiappinoseigneur de Monte Vitozzo(† de ses blessures le 17 septembre 1515, après la bataille de Marignan) | Chiappinoseigneur de Monte Vitozzo(† de ses blessures le 17 septembre 1515, après la bataille de Marignan) | Chiappinoseigneur de Monte Vitozzo(† de ses blessures le 17 septembre 1515, après la bataille de Marignan) | Chiappinoseigneur de Monte Vitozzo(† de ses blessures le 17 septembre 1515, après la bataille de Marignan) | Chiappinoseigneur de Monte Vitozzo(† de ses blessures le 17 septembre 1515, après la bataille de Marignan) | Chiappinoseigneur de Monte Vitozzo(† de ses blessures le 17 septembre 1515, après la bataille de Marignan) |  |  | Riccardo Alidosicoseigneur de Castel del Rio,seigneur de Tossignano,seigneur de Fontana | Riccardo Alidosicoseigneur de Castel del Rio,seigneur de Tossignano,seigneur de Fontana | Riccardo Alidosicoseigneur de Castel del Rio,seigneur de Tossignano,seigneur de Fontana | Riccardo Alidosicoseigneur de Castel del Rio,seigneur de Tossignano,seigneur de Fontana | Riccardo Alidosicoseigneur de Castel del Rio,seigneur de Tossignano,seigneur de Fontana | Riccardo Alidosicoseigneur de Castel del Rio,seigneur de Tossignano,seigneur de Fontana |  |  | Brigida(née en 1495-† à Padoue le 22 mai 1539 ou 1540) | Brigida(née en 1495-† à Padoue le 22 mai 1539 ou 1540) | Brigida(née en 1495-† à Padoue le 22 mai 1539 ou 1540) | Brigida(née en 1495-† à Padoue le 22 mai 1539 ou 1540) | Brigida(née en 1495-† à Padoue le 22 mai 1539 ou 1540) | Brigida(née en 1495-† à Padoue le 22 mai 1539 ou 1540) |  |  |
|  |  |  |  |  |  |                                                   |                                                   |                                                   |                                                   |                                                   |                                                   |                                                                 |                                                                 | | | | | | | | |                                                                                                |                                                                                                | | | | | | | | | | | | |                                                                                           |                                                                                           |                                                                                              |                                                                                              |                                                                                              |                                                                                              | | | | | | | | |                                                                                                 |                                                                                                 |                                                      |                                                      |                                                                                     |                                                                                     |                                                                                     |                                                                                     |                                                                                     |                                                                                     |                                                                        |                                                                        |                                                                        |                                                                        |                                                                        |                                                                        | | | | | | |                                                    |                                                    |                                                |                                                | | | | | | | | |                                                                                                 |                                                                                                 | | | | | | |                                                                                |                                                                                |                                                                                |                                                                                |                            |                            |                                                                                              |                                                                                              |                                                                                              |                                                                                              |                                                                                              |                                                                                              |                       |                       |                                                                      |                                                                      |                                                                      |                                                                      |                                                                      |                                                                      |                                                              |                                                              | | | | | | |                                                                                                 |                                                     |                                                                    |                                                     |                                                    |                                                    |                                                    |                                                    |                                                    |                                                    |                                                                 |                                                                 |                                                                 |                                                                 |                                                                 |                                                                 |                       |  | | | | | | |  |  |                                                                                         |                                                                                         |                                                                                         |                                                                                         |                                                                                         |                                                                                         |  |  |                                                        |                                                        |                                                        |                                                        |                                                        |                                                        |  |  |
|  |  |  |  |  |  |                                                   |                                                   |                                                   |                                                   |                                                   |                                                   |                                                                 |                                                                 | | | | | | | | |                                                                                                |                                                                                                | | | | | | | | | | | | |                                                                                           |                                                                                           |                                                                                              |                                                                                              |                                                                                              |                                                                                              | | | | | | | | |                                                                                                 |                                                                                                 |                                                      |                                                      |                                                                                     |                                                                                     |                                                                                     |                                                                                     |                                                                                     |                                                                                     |                                                                        |                                                                        |                                                                        |                                                                        |                                                                        |                                                                        | | | | | | |                                                    |                                                    |                                                |                                                | | | | | | | | |                                                                                                 |                                                                                                 | | | | | | |                                                                                |                                                                                |                                                                                |                                                                                |                            |                            |                                                                                              |                                                                                              |                                                                                              |                                                                                              |                                                                                              |                                                                                              |                       |                       |                                                                      |                                                                      |                                                                      |                                                                      |                                                                      |                                                                      |                                                              |                                                              | | | | | | |                                                                                                 |                                                     |                                                                    |                                                     |                                                    |                                                    |                                                    |                                                    |                                                    |                                                    |                                                                 |                                                                 |                                                                 |                                                                 |                                                                 |                                                                 |                       |  | | | | | | |  |  |                                                                                         |                                                                                         |                                                                                         |                                                                                         |                                                                                         |                                                                                         |  |  |                                                        |                                                        |                                                        |                                                        |                                                        |                                                        |  |  |
|  |  |  |  |  |  | Latino(† jeune)                                   | Latino(† jeune)                                   | Latino(† jeune)                                   | Latino(† jeune)                                   | Latino(† jeune)                                   | Latino(† jeune)                                   |                                                                 |                                                                 | Ersilia Caetani(née avant mars 1496-† tuée en avril 1547 à Pitigliano lors d'un soulèvement populaire)(fille de Guglielmo, duc de Sermoneta)(premier mariage, en 1513 ou 1514) | Ersilia Caetani(née avant mars 1496-† tuée en avril 1547 à Pitigliano lors d'un soulèvement populaire)(fille de Guglielmo, duc de Sermoneta)(premier mariage, en 1513 ou 1514) | Ersilia Caetani(née avant mars 1496-† tuée en avril 1547 à Pitigliano lors d'un soulèvement populaire)(fille de Guglielmo, duc de Sermoneta)(premier mariage, en 1513 ou 1514) | Ersilia Caetani(née avant mars 1496-† tuée en avril 1547 à Pitigliano lors d'un soulèvement populaire)(fille de Guglielmo, duc de Sermoneta)(premier mariage, en 1513 ou 1514) | Ersilia Caetani(née avant mars 1496-† tuée en avril 1547 à Pitigliano lors d'un soulèvement populaire)(fille de Guglielmo, duc de Sermoneta)(premier mariage, en 1513 ou 1514) | Ersilia Caetani(née avant mars 1496-† tuée en avril 1547 à Pitigliano lors d'un soulèvement populaire)(fille de Guglielmo, duc de Sermoneta)(premier mariage, en 1513 ou 1514) | | |                                                                                                |                                                                                                | | | Giovan-Francescocomte de Pitigliano(né avant 1510-† à Rome le 8 mai 1567)                                | Giovan-Francescocomte de Pitigliano(né avant 1510-† à Rome le 8 mai 1567)                                | Giovan-Francescocomte de Pitigliano(né avant 1510-† à Rome le 8 mai 1567)                                | Giovan-Francescocomte de Pitigliano(né avant 1510-† à Rome le 8 mai 1567)                                | Giovan-Francescocomte de Pitigliano(né avant 1510-† à Rome le 8 mai 1567) | Giovan-Francescocomte de Pitigliano(né avant 1510-† à Rome le 8 mai 1567) | | | | | Rosata Agostini(† test. 29 septembre 1585)(femme de basse condition)(second mariage)      | Rosata Agostini(† test. 29 septembre 1585)(femme de basse condition)(second mariage)      | Rosata Agostini(† test. 29 septembre 1585)(femme de basse condition)(second mariage)         | Rosata Agostini(† test. 29 septembre 1585)(femme de basse condition)(second mariage)         | Rosata Agostini(† test. 29 septembre 1585)(femme de basse condition)(second mariage)         | Rosata Agostini(† test. 29 septembre 1585)(femme de basse condition)(second mariage)         | | | Pier-Luigi Farneseduc de Parme et Plaisance(né à Rome le 19 novembre 1503-† à Plaisance le10 septembre 1547)(mariage à Rome le 6 août 1519) | Pier-Luigi Farneseduc de Parme et Plaisance(né à Rome le 19 novembre 1503-† à Plaisance le10 septembre 1547)(mariage à Rome le 6 août 1519) | Pier-Luigi Farneseduc de Parme et Plaisance(né à Rome le 19 novembre 1503-† à Plaisance le10 septembre 1547)(mariage à Rome le 6 août 1519) | Pier-Luigi Farneseduc de Parme et Plaisance(né à Rome le 19 novembre 1503-† à Plaisance le10 septembre 1547)(mariage à Rome le 6 août 1519) | Pier-Luigi Farneseduc de Parme et Plaisance(né à Rome le 19 novembre 1503-† à Plaisance le10 septembre 1547)(mariage à Rome le 6 août 1519) | Pier-Luigi Farneseduc de Parme et Plaisance(né à Rome le 19 novembre 1503-† à Plaisance le10 septembre 1547)(mariage à Rome le 6 août 1519) |                                                                                                 |                                                                                                 | Geronima(† à Viterbe en 1570)                        | Geronima(† à Viterbe en 1570)                        | Geronima(† à Viterbe en 1570)                                                       | Geronima(† à Viterbe en 1570)                                                       | Geronima(† à Viterbe en 1570)                                                       | Geronima(† à Viterbe en 1570)                                                       |                                                                                     |                                                                                     | Livio-Attilio d'Alvianoseigneur de Pordenone(premier mariage, en 1529) | Livio-Attilio d'Alvianoseigneur de Pordenone(premier mariage, en 1529) | Livio-Attilio d'Alvianoseigneur de Pordenone(premier mariage, en 1529) | Livio-Attilio d'Alvianoseigneur de Pordenone(premier mariage, en 1529) | Livio-Attilio d'Alvianoseigneur de Pordenone(premier mariage, en 1529) | Livio-Attilio d'Alvianoseigneur de Pordenone(premier mariage, en 1529) | | | Marzia(née en 1515-† à Frascarolo le 13 août 1547)                                                                  | Marzia(née en 1515-† à Frascarolo le 13 août 1547)                                                                  | Marzia(née en 1515-† à Frascarolo le 13 août 1547)                                                                  | Marzia(née en 1515-† à Frascarolo le 13 août 1547)                                                                  | Marzia(née en 1515-† à Frascarolo le 13 août 1547) | Marzia(née en 1515-† à Frascarolo le 13 août 1547) |                                                |                                                | Gian-Giacomo de Médicismarquis de Marignano(second mariage, en 1545 à Rome)                                                          | Gian-Giacomo de Médicismarquis de Marignano(second mariage, en 1545 à Rome)                                                          | Gian-Giacomo de Médicismarquis de Marignano(second mariage, en 1545 à Rome)                                                          | Gian-Giacomo de Médicismarquis de Marignano(second mariage, en 1545 à Rome)                                                          | Gian-Giacomo de Médicismarquis de Marignano(second mariage, en 1545 à Rome)                                                          | Gian-Giacomo de Médicismarquis de Marignano(second mariage, en 1545 à Rome)                                                          | | | Virginio Orsiniduc de San Gemini                                                                | Virginio Orsiniduc de San Gemini                                                                | Virginio Orsiniduc de San Gemini                                                                                    | Virginio Orsiniduc de San Gemini                                                                                    | Virginio Orsiniduc de San Gemini                                                                                    | Virginio Orsiniduc de San Gemini                                                                                    | | | Ersilia                                                                        | Ersilia                                                                        | Ersilia                                                                        | Ersilia                                                                        | Ersilia                    | Ersilia                    |                                                                                              |                                                                                              |                                                                                              |                                                                                              |                                                                                              |                                                                                              |                       |                       |                                                                      |                                                                      |                                                                      |                                                                      |                                                                      |                                                                      |                                                              |                                                              | | | | | | |                                                                                                 |                                                     |                                                                    |                                                     |                                                    |                                                    |                                                    |                                                    |                                                    |                                                    |                                                                 |                                                                 |                                                                 |                                                                 |                                                                 |                                                                 |                       |  | | | | | | |  |  |                                                                                         |                                                                                         |                                                                                         |                                                                                         |                                                                                         |                                                                                         |  |  |                                                        |                                                        |                                                        |                                                        |                                                        |                                                        |  |  |
|  |  |  |  |  |  | Latino(† jeune)                                   | Latino(† jeune)                                   | Latino(† jeune)                                   | Latino(† jeune)                                   | Latino(† jeune)                                   | Latino(† jeune)                                   |                                                                 |                                                                 | Ersilia Caetani(née avant mars 1496-† tuée en avril 1547 à Pitigliano lors d'un soulèvement populaire)(fille de Guglielmo, duc de Sermoneta)(premier mariage, en 1513 ou 1514) | Ersilia Caetani(née avant mars 1496-† tuée en avril 1547 à Pitigliano lors d'un soulèvement populaire)(fille de Guglielmo, duc de Sermoneta)(premier mariage, en 1513 ou 1514) | Ersilia Caetani(née avant mars 1496-† tuée en avril 1547 à Pitigliano lors d'un soulèvement populaire)(fille de Guglielmo, duc de Sermoneta)(premier mariage, en 1513 ou 1514) | Ersilia Caetani(née avant mars 1496-† tuée en avril 1547 à Pitigliano lors d'un soulèvement populaire)(fille de Guglielmo, duc de Sermoneta)(premier mariage, en 1513 ou 1514) | Ersilia Caetani(née avant mars 1496-† tuée en avril 1547 à Pitigliano lors d'un soulèvement populaire)(fille de Guglielmo, duc de Sermoneta)(premier mariage, en 1513 ou 1514) | Ersilia Caetani(née avant mars 1496-† tuée en avril 1547 à Pitigliano lors d'un soulèvement populaire)(fille de Guglielmo, duc de Sermoneta)(premier mariage, en 1513 ou 1514) | | |                                                                                                |                                                                                                | | | Giovan-Francescocomte de Pitigliano(né avant 1510-† à Rome le 8 mai 1567)                                | Giovan-Francescocomte de Pitigliano(né avant 1510-† à Rome le 8 mai 1567)                                | Giovan-Francescocomte de Pitigliano(né avant 1510-† à Rome le 8 mai 1567)                                | Giovan-Francescocomte de Pitigliano(né avant 1510-† à Rome le 8 mai 1567)                                | Giovan-Francescocomte de Pitigliano(né avant 1510-† à Rome le 8 mai 1567) | Giovan-Francescocomte de Pitigliano(né avant 1510-† à Rome le 8 mai 1567) | | | | | Rosata Agostini(† test. 29 septembre 1585)(femme de basse condition)(second mariage)      | Rosata Agostini(† test. 29 septembre 1585)(femme de basse condition)(second mariage)      | Rosata Agostini(† test. 29 septembre 1585)(femme de basse condition)(second mariage)         | Rosata Agostini(† test. 29 septembre 1585)(femme de basse condition)(second mariage)         | Rosata Agostini(† test. 29 septembre 1585)(femme de basse condition)(second mariage)         | Rosata Agostini(† test. 29 septembre 1585)(femme de basse condition)(second mariage)         | | | Pier-Luigi Farneseduc de Parme et Plaisance(né à Rome le 19 novembre 1503-† à Plaisance le10 septembre 1547)(mariage à Rome le 6 août 1519) | Pier-Luigi Farneseduc de Parme et Plaisance(né à Rome le 19 novembre 1503-† à Plaisance le10 septembre 1547)(mariage à Rome le 6 août 1519) | Pier-Luigi Farneseduc de Parme et Plaisance(né à Rome le 19 novembre 1503-† à Plaisance le10 septembre 1547)(mariage à Rome le 6 août 1519) | Pier-Luigi Farneseduc de Parme et Plaisance(né à Rome le 19 novembre 1503-† à Plaisance le10 septembre 1547)(mariage à Rome le 6 août 1519) | Pier-Luigi Farneseduc de Parme et Plaisance(né à Rome le 19 novembre 1503-† à Plaisance le10 septembre 1547)(mariage à Rome le 6 août 1519) | Pier-Luigi Farneseduc de Parme et Plaisance(né à Rome le 19 novembre 1503-† à Plaisance le10 septembre 1547)(mariage à Rome le 6 août 1519) |                                                                                                 |                                                                                                 | Geronima(† à Viterbe en 1570)                        | Geronima(† à Viterbe en 1570)                        | Geronima(† à Viterbe en 1570)                                                       | Geronima(† à Viterbe en 1570)                                                       | Geronima(† à Viterbe en 1570)                                                       | Geronima(† à Viterbe en 1570)                                                       |                                                                                     |                                                                                     | Livio-Attilio d'Alvianoseigneur de Pordenone(premier mariage, en 1529) | Livio-Attilio d'Alvianoseigneur de Pordenone(premier mariage, en 1529) | Livio-Attilio d'Alvianoseigneur de Pordenone(premier mariage, en 1529) | Livio-Attilio d'Alvianoseigneur de Pordenone(premier mariage, en 1529) | Livio-Attilio d'Alvianoseigneur de Pordenone(premier mariage, en 1529) | Livio-Attilio d'Alvianoseigneur de Pordenone(premier mariage, en 1529) | | | Marzia(née en 1515-† à Frascarolo le 13 août 1547)                                                                  | Marzia(née en 1515-† à Frascarolo le 13 août 1547)                                                                  | Marzia(née en 1515-† à Frascarolo le 13 août 1547)                                                                  | Marzia(née en 1515-† à Frascarolo le 13 août 1547)                                                                  | Marzia(née en 1515-† à Frascarolo le 13 août 1547) | Marzia(née en 1515-† à Frascarolo le 13 août 1547) |                                                |                                                | Gian-Giacomo de Médicismarquis de Marignano(second mariage, en 1545 à Rome)                                                          | Gian-Giacomo de Médicismarquis de Marignano(second mariage, en 1545 à Rome)                                                          | Gian-Giacomo de Médicismarquis de Marignano(second mariage, en 1545 à Rome)                                                          | Gian-Giacomo de Médicismarquis de Marignano(second mariage, en 1545 à Rome)                                                          | Gian-Giacomo de Médicismarquis de Marignano(second mariage, en 1545 à Rome)                                                          | Gian-Giacomo de Médicismarquis de Marignano(second mariage, en 1545 à Rome)                                                          | | | Virginio Orsiniduc de San Gemini                                                                | Virginio Orsiniduc de San Gemini                                                                | Virginio Orsiniduc de San Gemini                                                                                    | Virginio Orsiniduc de San Gemini                                                                                    | Virginio Orsiniduc de San Gemini                                                                                    | Virginio Orsiniduc de San Gemini                                                                                    | | | Ersilia                                                                        | Ersilia                                                                        | Ersilia                                                                        | Ersilia                                                                        | Ersilia                    | Ersilia                    |                                                                                              |                                                                                              |                                                                                              |                                                                                              |                                                                                              |                                                                                              |                       |                       |                                                                      |                                                                      |                                                                      |                                                                      |                                                                      |                                                                      |                                                              |                                                              | | | | | | |                                                                                                 |                                                     |                                                                    |                                                     |                                                    |                                                    |                                                    |                                                    |                                                    |                                                    |                                                                 |                                                                 |                                                                 |                                                                 |                                                                 |                                                                 |                       |  | | | | | | |  |  |                                                                                         |                                                                                         |                                                                                         |                                                                                         |                                                                                         |                                                                                         |  |  |                                                        |                                                        |                                                        |                                                        |                                                        |                                                        |  |  |
|  |  |  |  |  |  |                                                   |                                                   |                                                   |                                                   |                                                   |                                                   |                                                                 |                                                                 | | | | | | | | |                                                                                                |                                                                                                | | | | | | | | | | | | |                                                                                           |                                                                                           |                                                                                              |                                                                                              |                                                                                              |                                                                                              | | | | | | | | |                                                                                                 |                                                                                                 |                                                      |                                                      |                                                                                     |                                                                                     |                                                                                     |                                                                                     |                                                                                     |                                                                                     |                                                                        |                                                                        |                                                                        |                                                                        |                                                                        |                                                                        | | | | | | |                                                    |                                                    |                                                |                                                | | | | | | | | |                                                                                                 |                                                                                                 | | | | | | |                                                                                |                                                                                |                                                                                |                                                                                |                            |                            |                                                                                              |                                                                                              |                                                                                              |                                                                                              |                                                                                              |                                                                                              |                       |                       |                                                                      |                                                                      |                                                                      |                                                                      |                                                                      |                                                                      |                                                              |                                                              | | | | | | |                                                                                                 |                                                     | Artemia(dite La Brunetta)(de confession juive)(relation naturelle) |                                                     |                                                    |                                                    |                                                    |                                                    |                                                    |                                                    |                                                                 |                                                                 |                                                                 |                                                                 |                                                                 |                                                                 |                       |  | | | | | | |  |  |                                                                                         |                                                                                         |                                                                                         |                                                                                         |                                                                                         |                                                                                         |  |  |                                                        |                                                        |                                                        |                                                        |                                                        |                                                        |  |  |
|  |  |  |  |  |  |                                                   |                                                   |                                                   |                                                   |                                                   |                                                   |                                                                 |                                                                 | | | | | | | | |                                                                                                |                                                                                                | | | | | | | | | | | | |                                                                                           |                                                                                           |                                                                                              |                                                                                              |                                                                                              |                                                                                              | | | | | | | | |                                                                                                 |                                                                                                 |                                                      |                                                      |                                                                                     |                                                                                     |                                                                                     |                                                                                     |                                                                                     |                                                                                     |                                                                        |                                                                        |                                                                        |                                                                        |                                                                        |                                                                        | | | | | | |                                                    |                                                    |                                                |                                                | | | | | | | | |                                                                                                 |                                                                                                 | | | | | | |                                                                                |                                                                                |                                                                                |                                                                                |                            |                            |                                                                                              |                                                                                              |                                                                                              |                                                                                              |                                                                                              |                                                                                              |                       |                       |                                                                      |                                                                      |                                                                      |                                                                      |                                                                      |                                                                      |                                                              |                                                              | | | | | | |                                                                                                 |                                                     |                                                                    |                                                     |                                                    |                                                    |                                                    |                                                    |                                                    |                                                    |                                                                 |                                                                 |                                                                 |                                                                 |                                                                 |                                                                 |                       |  | | | | | | |  |  |                                                                                         |                                                                                         |                                                                                         |                                                                                         |                                                                                         |                                                                                         |  |  |                                                        |                                                        |                                                        |                                                        |                                                        |                                                        |  |  |
|  |  |  |  |  |  |                                                   |                                                   |                                                   |                                                   |                                                   |                                                   |                                                                 |                                                                 | | | | | | | | |                                                                                                |                                                                                                | | | | | | | | | | | | |                                                                                           |                                                                                           |                                                                                              |                                                                                              |                                                                                              |                                                                                              | | | | | | | | |                                                                                                 |                                                                                                 |                                                      |                                                      |                                                                                     |                                                                                     |                                                                                     |                                                                                     |                                                                                     |                                                                                     |                                                                        |                                                                        |                                                                        |                                                                        |                                                                        |                                                                        | | | | | | |                                                    |                                                    |                                                |                                                | | | | | | | | |                                                                                                 |                                                                                                 | | | | | | |                                                                                |                                                                                |                                                                                |                                                                                |                            |                            |                                                                                              |                                                                                              |                                                                                              |                                                                                              |                                                                                              |                                                                                              |                       |                       |                                                                      |                                                                      |                                                                      |                                                                      |                                                                      |                                                                      |                                                              |                                                              | | | | | | |                                                                                                 |                                                     |                                                                    |                                                     |                                                    |                                                    |                                                    |                                                    |                                                    |                                                    |                                                                 |                                                                 |                                                                 |                                                                 |                                                                 |                                                                 |                       |  | | | | | | |  |  |                                                                                         |                                                                                         |                                                                                         |                                                                                         |                                                                                         |                                                                                         |  |  |                                                        |                                                        |                                                        |                                                        |                                                        |                                                        |  |  |
|  |  |  |  |  |  |                                                   |                                                   |                                                   |                                                   |                                                   |                                                   |                                                                 |                                                                 | | | | | | | | |                                                                                                |                                                                                                | | | | | | | | | | | | |                                                                                           |                                                                                           |                                                                                              |                                                                                              |                                                                                              |                                                                                              | | | | | | | | |                                                                                                 |                                                                                                 |                                                      |                                                      |                                                                                     |                                                                                     |                                                                                     |                                                                                     |                                                                                     |                                                                                     |                                                                        |                                                                        |                                                                        |                                                                        |                                                                        |                                                                        | | | | | | |                                                    |                                                    |                                                |                                                | | | | | | | | |                                                                                                 |                                                                                                 | | | | | | |                                                                                |                                                                                |                                                                                |                                                                                |                            |                            |                                                                                              |                                                                                              |                                                                                              |                                                                                              |                                                                                              |                                                                                              |                       |                       |                                                                      |                                                                      |                                                                      |                                                                      |                                                                      |                                                                      |                                                              |                                                              | | | | | | |                                                                                                 |                                                     |                                                                    |                                                     |                                                    |                                                    |                                                    |                                                    |                                                    |                                                    |                                                                 |                                                                 |                                                                 |                                                                 |                                                                 |                                                                 |                       |  | | | | | | |  |  |                                                                                         |                                                                                         |                                                                                         |                                                                                         |                                                                                         |                                                                                         |  |  |                                                        |                                                        |                                                        |                                                        |                                                        |                                                        |  |  |
|  |  |  |  |  |  |                                                   |                                                   |                                                   |                                                   |                                                   |                                                   |                                                                 |                                                                 | | | | | | | | |                                                                                                |                                                                                                | | | | | | | | | | | | |                                                                                           |                                                                                           |                                                                                              |                                                                                              |                                                                                              |                                                                                              | | | | | | | | |                                                                                                 |                                                                                                 |                                                      |                                                      |                                                                                     |                                                                                     |                                                                                     |                                                                                     |                                                                                     |                                                                                     |                                                                        |                                                                        |                                                                        |                                                                        |                                                                        |                                                                        | | | | | | |                                                    |                                                    |                                                |                                                | | | | | | | | |                                                                                                 |                                                                                                 | | | | | | |                                                                                |                                                                                |                                                                                |                                                                                |                            |                            |                                                                                              |                                                                                              |                                                                                              |                                                                                              |                                                                                              |                                                                                              |                       |                       |                                                                      |                                                                      |                                                                      |                                                                      |                                                                      |                                                                      |                                                              |                                                              | | | | | | |                                                                                                 |                                                     |                                                                    |                                                     |                                                    |                                                    |                                                    |                                                    |                                                    |                                                    |                                                                 |                                                                 |                                                                 |                                                                 |                                                                 |                                                                 |                       |  | | | | | | |  |  |                                                                                         |                                                                                         |                                                                                         |                                                                                         |                                                                                         |                                                                                         |  |  |                                                        |                                                        |                                                        |                                                        |                                                        |                                                        |  |  |
|  |  |  |  |  |  |                                                   |                                                   |                                                   |                                                   |                                                   |                                                   |                                                                 |                                                                 | | | | | | | | |                                                                                                |                                                                                                | | | | | | | | | | | | |                                                                                           |                                                                                           |                                                                                              |                                                                                              |                                                                                              |                                                                                              | | | | | | | | |                                                                                                 |                                                                                                 |                                                      |                                                      |                                                                                     |                                                                                     |                                                                                     |                                                                                     |                                                                                     |                                                                                     |                                                                        |                                                                        |                                                                        |                                                                        |                                                                        |                                                                        | | | | | | |                                                    |                                                    |                                                |                                                | | | | | | | | |                                                                                                 |                                                                                                 | | | | | | |                                                                                |                                                                                |                                                                                |                                                                                |                            |                            |                                                                                              |                                                                                              |                                                                                              |                                                                                              |                                                                                              |                                                                                              |                       |                       |                                                                      |                                                                      |                                                                      |                                                                      |                                                                      |                                                                      |                                                              |                                                              | | | | | | |                                                                                                 |                                                     |                                                                    |                                                     |                                                    |                                                    |                                                    |                                                    |                                                    |                                                    |                                                                 |                                                                 |                                                                 |                                                                 |                                                                 |                                                                 |                       |  | | | | | | |  |  |                                                                                         |                                                                                         |                                                                                         |                                                                                         |                                                                                         |                                                                                         |  |  |                                                        |                                                        |                                                        |                                                        |                                                        |                                                        |  |  |
|  |  |  |  |  |  |                                                   |                                                   |                                                   |                                                   |                                                   |                                                   |                                                                 |                                                                 | Niccolò III(ou Nicola)comte de Pitigliano(déposé par son fils en 1580)(né en 1510-† à Florence le 15 septembre 1594)                                                           | Niccolò III(ou Nicola)comte de Pitigliano(déposé par son fils en 1580)(né en 1510-† à Florence le 15 septembre 1594)                                                           | Niccolò III(ou Nicola)comte de Pitigliano(déposé par son fils en 1580)(né en 1510-† à Florence le 15 septembre 1594)                                                           | Niccolò III(ou Nicola)comte de Pitigliano(déposé par son fils en 1580)(né en 1510-† à Florence le 15 septembre 1594)                                                           | Niccolò III(ou Nicola)comte de Pitigliano(déposé par son fils en 1580)(né en 1510-† à Florence le 15 septembre 1594)                                                           | Niccolò III(ou Nicola)comte de Pitigliano(déposé par son fils en 1580)(né en 1510-† à Florence le 15 septembre 1594)                                                           | | |                                                                                                |                                                                                                | | | Livia Orsini(fille de Giovanni-Antonio Orsini, comte de Nerola)(mariage en 1533)                         | Livia Orsini(fille de Giovanni-Antonio Orsini, comte de Nerola)(mariage en 1533)                         | Livia Orsini(fille de Giovanni-Antonio Orsini, comte de Nerola)(mariage en 1533)                         | Livia Orsini(fille de Giovanni-Antonio Orsini, comte de Nerola)(mariage en 1533)                         | Livia Orsini(fille de Giovanni-Antonio Orsini, comte de Nerola)(mariage en 1533) | Livia Orsini(fille de Giovanni-Antonio Orsini, comte de Nerola)(mariage en 1533) | | | Virginia | Virginia | Virginia                                                                                  | Virginia                                                                                  | Virginia                                                                                     | Virginia                                                                                     |                                                                                              |                                                                                              | Antonello Savelliseigneur d'Albano(mariage le 20 mai 1531)                                                          | Antonello Savelliseigneur d'Albano(mariage le 20 mai 1531)                                                          | Antonello Savelliseigneur d'Albano(mariage le 20 mai 1531)                                                                                  | Antonello Savelliseigneur d'Albano(mariage le 20 mai 1531)                                                                                  | Antonello Savelliseigneur d'Albano(mariage le 20 mai 1531)                                                                                  | Antonello Savelliseigneur d'Albano(mariage le 20 mai 1531)                                                                                  | | | Ippolita                                                                                        | Ippolita                                                                                        | Ippolita                                             | Ippolita                                             | Ippolita                                                                            | Ippolita                                                                            |                                                                                     |                                                                                     | Giovanni Contiseigneur de Roccagorga                                                | Giovanni Contiseigneur de Roccagorga                                                | Giovanni Contiseigneur de Roccagorga                                   | Giovanni Contiseigneur de Roccagorga                                   | Giovanni Contiseigneur de Roccagorga                                   | Giovanni Contiseigneur de Roccagorga                                   |                                                                        |                                                                        | Camilla | Camilla | Camilla | Camilla | Camilla | Camilla |                                                    |                                                    | Giambattista Spiriti                           | Giambattista Spiriti                           | Giambattista Spiriti | Giambattista Spiriti | Giambattista Spiriti | Giambattista Spiriti | | | Orsochevalier de l'Ordre de Saint-Étienne (30 mars 1562)(† assassiné à Florence le 2 mars 1576)       | Orsochevalier de l'Ordre de Saint-Étienne (30 mars 1562)(† assassiné à Florence le 2 mars 1576)       | Orsochevalier de l'Ordre de Saint-Étienne (30 mars 1562)(† assassiné à Florence le 2 mars 1576) | Orsochevalier de l'Ordre de Saint-Étienne (30 mars 1562)(† assassiné à Florence le 2 mars 1576) | Orsochevalier de l'Ordre de Saint-Étienne (30 mars 1562)(† assassiné à Florence le 2 mars 1576)                     | Orsochevalier de l'Ordre de Saint-Étienne (30 mars 1562)(† assassiné à Florence le 2 mars 1576)                     | | | Eleonora degli Atti(† tuée par son mari en 1575)(fille du seigneur de Sismano)                                      | Eleonora degli Atti(† tuée par son mari en 1575)(fille du seigneur de Sismano)                                      | Eleonora degli Atti(† tuée par son mari en 1575)(fille du seigneur de Sismano) | Eleonora degli Atti(† tuée par son mari en 1575)(fille du seigneur de Sismano) | Eleonora degli Atti(† tuée par son mari en 1575)(fille du seigneur de Sismano) | Eleonora degli Atti(† tuée par son mari en 1575)(fille du seigneur de Sismano) |                            |                            | Gianfrancescochevalier de l'Ordre de Saint-Jean de Jérusalem (1556)(† à Pitigliano)          | Gianfrancescochevalier de l'Ordre de Saint-Jean de Jérusalem (1556)(† à Pitigliano)          | Gianfrancescochevalier de l'Ordre de Saint-Jean de Jérusalem (1556)(† à Pitigliano)          | Gianfrancescochevalier de l'Ordre de Saint-Jean de Jérusalem (1556)(† à Pitigliano)          | Gianfrancescochevalier de l'Ordre de Saint-Jean de Jérusalem (1556)(† à Pitigliano)          | Gianfrancescochevalier de l'Ordre de Saint-Jean de Jérusalem (1556)(† à Pitigliano)          |                       |                       | Ludovicochevalier de l'Ordre de Saint-Jean de Jérusalem(† à Bologne) | Ludovicochevalier de l'Ordre de Saint-Jean de Jérusalem(† à Bologne) | Ludovicochevalier de l'Ordre de Saint-Jean de Jérusalem(† à Bologne) | Ludovicochevalier de l'Ordre de Saint-Jean de Jérusalem(† à Bologne) | Ludovicochevalier de l'Ordre de Saint-Jean de Jérusalem(† à Bologne) | Ludovicochevalier de l'Ordre de Saint-Jean de Jérusalem(† à Bologne) |                                                              |                                                              | Latino(fils naturel)chevalier de l'Ordre de Saint-Étienne (2 mars 1567)(† à Pitigliano après 1572) | Latino(fils naturel)chevalier de l'Ordre de Saint-Étienne (2 mars 1567)(† à Pitigliano après 1572) | Latino(fils naturel)chevalier de l'Ordre de Saint-Étienne (2 mars 1567)(† à Pitigliano après 1572) | Latino(fils naturel)chevalier de l'Ordre de Saint-Étienne (2 mars 1567)(† à Pitigliano après 1572) | Latino(fils naturel)chevalier de l'Ordre de Saint-Étienne (2 mars 1567)(† à Pitigliano après 1572) | Latino(fils naturel)chevalier de l'Ordre de Saint-Étienne (2 mars 1567)(† à Pitigliano après 1572) |                                                                                                 |                                                     |                                                                    |                                                     |                                                    |                                                    |                                                    |                                                    |                                                    |                                                    |                                                                 |                                                                 |                                                                 |                                                                 |                                                                 |                                                                 |                       |  | | | | | | |  |  |                                                                                         |                                                                                         |                                                                                         |                                                                                         |                                                                                         |                                                                                         |  |  |                                                        |                                                        |                                                        |                                                        |                                                        |                                                        |  |  |
|  |  |  |  |  |  |                                                   |                                                   |                                                   |                                                   |                                                   |                                                   |                                                                 |                                                                 | Niccolò III(ou Nicola)comte de Pitigliano(déposé par son fils en 1580)(né en 1510-† à Florence le 15 septembre 1594)                                                           | Niccolò III(ou Nicola)comte de Pitigliano(déposé par son fils en 1580)(né en 1510-† à Florence le 15 septembre 1594)                                                           | Niccolò III(ou Nicola)comte de Pitigliano(déposé par son fils en 1580)(né en 1510-† à Florence le 15 septembre 1594)                                                           | Niccolò III(ou Nicola)comte de Pitigliano(déposé par son fils en 1580)(né en 1510-† à Florence le 15 septembre 1594)                                                           | Niccolò III(ou Nicola)comte de Pitigliano(déposé par son fils en 1580)(né en 1510-† à Florence le 15 septembre 1594)                                                           | Niccolò III(ou Nicola)comte de Pitigliano(déposé par son fils en 1580)(né en 1510-† à Florence le 15 septembre 1594)                                                           | | |                                                                                                |                                                                                                | | | Livia Orsini(fille de Giovanni-Antonio Orsini, comte de Nerola)(mariage en 1533)                         | Livia Orsini(fille de Giovanni-Antonio Orsini, comte de Nerola)(mariage en 1533)                         | Livia Orsini(fille de Giovanni-Antonio Orsini, comte de Nerola)(mariage en 1533)                         | Livia Orsini(fille de Giovanni-Antonio Orsini, comte de Nerola)(mariage en 1533)                         | Livia Orsini(fille de Giovanni-Antonio Orsini, comte de Nerola)(mariage en 1533) | Livia Orsini(fille de Giovanni-Antonio Orsini, comte de Nerola)(mariage en 1533) | | | Virginia | Virginia | Virginia                                                                                  | Virginia                                                                                  | Virginia                                                                                     | Virginia                                                                                     |                                                                                              |                                                                                              | Antonello Savelliseigneur d'Albano(mariage le 20 mai 1531)                                                          | Antonello Savelliseigneur d'Albano(mariage le 20 mai 1531)                                                          | Antonello Savelliseigneur d'Albano(mariage le 20 mai 1531)                                                                                  | Antonello Savelliseigneur d'Albano(mariage le 20 mai 1531)                                                                                  | Antonello Savelliseigneur d'Albano(mariage le 20 mai 1531)                                                                                  | Antonello Savelliseigneur d'Albano(mariage le 20 mai 1531)                                                                                  | | | Ippolita                                                                                        | Ippolita                                                                                        | Ippolita                                             | Ippolita                                             | Ippolita                                                                            | Ippolita                                                                            |                                                                                     |                                                                                     | Giovanni Contiseigneur de Roccagorga                                                | Giovanni Contiseigneur de Roccagorga                                                | Giovanni Contiseigneur de Roccagorga                                   | Giovanni Contiseigneur de Roccagorga                                   | Giovanni Contiseigneur de Roccagorga                                   | Giovanni Contiseigneur de Roccagorga                                   |                                                                        |                                                                        | Camilla | Camilla | Camilla | Camilla | Camilla | Camilla |                                                    |                                                    | Giambattista Spiriti                           | Giambattista Spiriti                           | Giambattista Spiriti | Giambattista Spiriti | Giambattista Spiriti | Giambattista Spiriti | | | Orsochevalier de l'Ordre de Saint-Étienne (30 mars 1562)(† assassiné à Florence le 2 mars 1576)       | Orsochevalier de l'Ordre de Saint-Étienne (30 mars 1562)(† assassiné à Florence le 2 mars 1576)       | Orsochevalier de l'Ordre de Saint-Étienne (30 mars 1562)(† assassiné à Florence le 2 mars 1576) | Orsochevalier de l'Ordre de Saint-Étienne (30 mars 1562)(† assassiné à Florence le 2 mars 1576) | Orsochevalier de l'Ordre de Saint-Étienne (30 mars 1562)(† assassiné à Florence le 2 mars 1576)                     | Orsochevalier de l'Ordre de Saint-Étienne (30 mars 1562)(† assassiné à Florence le 2 mars 1576)                     | | | Eleonora degli Atti(† tuée par son mari en 1575)(fille du seigneur de Sismano)                                      | Eleonora degli Atti(† tuée par son mari en 1575)(fille du seigneur de Sismano)                                      | Eleonora degli Atti(† tuée par son mari en 1575)(fille du seigneur de Sismano) | Eleonora degli Atti(† tuée par son mari en 1575)(fille du seigneur de Sismano) | Eleonora degli Atti(† tuée par son mari en 1575)(fille du seigneur de Sismano) | Eleonora degli Atti(† tuée par son mari en 1575)(fille du seigneur de Sismano) |                            |                            | Gianfrancescochevalier de l'Ordre de Saint-Jean de Jérusalem (1556)(† à Pitigliano)          | Gianfrancescochevalier de l'Ordre de Saint-Jean de Jérusalem (1556)(† à Pitigliano)          | Gianfrancescochevalier de l'Ordre de Saint-Jean de Jérusalem (1556)(† à Pitigliano)          | Gianfrancescochevalier de l'Ordre de Saint-Jean de Jérusalem (1556)(† à Pitigliano)          | Gianfrancescochevalier de l'Ordre de Saint-Jean de Jérusalem (1556)(† à Pitigliano)          | Gianfrancescochevalier de l'Ordre de Saint-Jean de Jérusalem (1556)(† à Pitigliano)          |                       |                       | Ludovicochevalier de l'Ordre de Saint-Jean de Jérusalem(† à Bologne) | Ludovicochevalier de l'Ordre de Saint-Jean de Jérusalem(† à Bologne) | Ludovicochevalier de l'Ordre de Saint-Jean de Jérusalem(† à Bologne) | Ludovicochevalier de l'Ordre de Saint-Jean de Jérusalem(† à Bologne) | Ludovicochevalier de l'Ordre de Saint-Jean de Jérusalem(† à Bologne) | Ludovicochevalier de l'Ordre de Saint-Jean de Jérusalem(† à Bologne) |                                                              |                                                              | Latino(fils naturel)chevalier de l'Ordre de Saint-Étienne (2 mars 1567)(† à Pitigliano après 1572) | Latino(fils naturel)chevalier de l'Ordre de Saint-Étienne (2 mars 1567)(† à Pitigliano après 1572) | Latino(fils naturel)chevalier de l'Ordre de Saint-Étienne (2 mars 1567)(† à Pitigliano après 1572) | Latino(fils naturel)chevalier de l'Ordre de Saint-Étienne (2 mars 1567)(† à Pitigliano après 1572) | Latino(fils naturel)chevalier de l'Ordre de Saint-Étienne (2 mars 1567)(† à Pitigliano après 1572) | Latino(fils naturel)chevalier de l'Ordre de Saint-Étienne (2 mars 1567)(† à Pitigliano après 1572) |                                                                                                 |                                                     |                                                                    |                                                     |                                                    |                                                    |                                                    |                                                    |                                                    |                                                    |                                                                 |                                                                 |                                                                 |                                                                 |                                                                 |                                                                 |                       |  | | | | | | |  |  |                                                                                         |                                                                                         |                                                                                         |                                                                                         |                                                                                         |                                                                                         |  |  |                                                        |                                                        |                                                        |                                                        |                                                        |                                                        |  |  |
|  |  |  |  |  |  |                                                   |                                                   |                                                   |                                                   |                                                   |                                                   |                                                                 |                                                                 | | | | | | | | |                                                                                                |                                                                                                | | | | | | | | | | | | |                                                                                           |                                                                                           |                                                                                              |                                                                                              |                                                                                              |                                                                                              | | | | | | | | |                                                                                                 |                                                                                                 |                                                      |                                                      |                                                                                     |                                                                                     |                                                                                     |                                                                                     |                                                                                     |                                                                                     |                                                                        |                                                                        |                                                                        |                                                                        |                                                                        |                                                                        | | | | | | |                                                    |                                                    |                                                |                                                | | | | | | | | |                                                                                                 |                                                                                                 | | | | | | |                                                                                |                                                                                |                                                                                |                                                                                |                            |                            |                                                                                              |                                                                                              |                                                                                              |                                                                                              |                                                                                              |                                                                                              |                       |                       |                                                                      |                                                                      |                                                                      |                                                                      |                                                                      |                                                                      |                                                              |                                                              | | | | | | |                                                                                                 |                                                     |                                                                    |                                                     |                                                    |                                                    |                                                    |                                                    |                                                    |                                                    |                                                                 |                                                                 |                                                                 |                                                                 |                                                                 |                                                                 |                       |  | | | | | | |  |  |                                                                                         |                                                                                         |                                                                                         |                                                                                         |                                                                                         |                                                                                         |  |  |                                                        |                                                        |                                                        |                                                        |                                                        |                                                        |  |  |
|  |  |  |  |  |  |                                                   |                                                   |                                                   |                                                   |                                                   |                                                   |                                                                 |                                                                 | | | | | | | | |                                                                                                |                                                                                                | | | | | | | | | | | | |                                                                                           |                                                                                           |                                                                                              |                                                                                              |                                                                                              |                                                                                              | | | | | | | | |                                                                                                 |                                                                                                 |                                                      |                                                      |                                                                                     |                                                                                     |                                                                                     |                                                                                     |                                                                                     |                                                                                     |                                                                        |                                                                        |                                                                        |                                                                        |                                                                        |                                                                        | | | | | | | ?(relation naturelle)                              | ?(relation naturelle)                              | ?(relation naturelle)                          | ?(relation naturelle)                          | ?(relation naturelle) | ?(relation naturelle) | | | | | | |                                                                                                 |                                                                                                 | | | | | | | ?(relation naturelle)                                                          | ?(relation naturelle)                                                          | ?(relation naturelle)                                                          | ?(relation naturelle)                                                          | ?(relation naturelle)      | ?(relation naturelle)      |                                                                                              |                                                                                              |                                                                                              |                                                                                              |                                                                                              |                                                                                              | ?(relation naturelle) | ?(relation naturelle) | ?(relation naturelle)                                                | ?(relation naturelle)                                                | ?(relation naturelle)                                                | ?(relation naturelle)                                                |                                                                      |                                                                      | ?(relation naturelle)                                        | ?(relation naturelle)                                        | ?(relation naturelle)                                                                              | ?(relation naturelle)                                                                              | ?(relation naturelle)                                                                              | ?(relation naturelle)                                                                              | | | ?(relation naturelle)                                                                           | ?(relation naturelle)                               | ?(relation naturelle)                                              | ?(relation naturelle)                               | ?(relation naturelle)                              | ?(relation naturelle)                              |                                                    |                                                    | ?(relation naturelle)                              | ?(relation naturelle)                              | ?(relation naturelle)                                           | ?(relation naturelle)                                           | ?(relation naturelle)                                           | ?(relation naturelle)                                           |                                                                 |                                                                 |                       |  | | | | | | |  |  |                                                                                         |                                                                                         |                                                                                         |                                                                                         |                                                                                         |                                                                                         |  |  |                                                        |                                                        |                                                        |                                                        |                                                        |                                                        |  |  |
|  |  |  |  |  |  |                                                   |                                                   |                                                   |                                                   |                                                   |                                                   |                                                                 |                                                                 | | | | | | | | |                                                                                                |                                                                                                | | | | | | | | | | | | |                                                                                           |                                                                                           |                                                                                              |                                                                                              |                                                                                              |                                                                                              | | | | | | | | |                                                                                                 |                                                                                                 |                                                      |                                                      |                                                                                     |                                                                                     |                                                                                     |                                                                                     |                                                                                     |                                                                                     |                                                                        |                                                                        |                                                                        |                                                                        |                                                                        |                                                                        | | | | | | | ?(relation naturelle)                              | ?(relation naturelle)                              | ?(relation naturelle)                          | ?(relation naturelle)                          | ?(relation naturelle) | ?(relation naturelle) | | | | | | |                                                                                                 |                                                                                                 | | | | | | | ?(relation naturelle)                                                          | ?(relation naturelle)                                                          | ?(relation naturelle)                                                          | ?(relation naturelle)                                                          | ?(relation naturelle)      | ?(relation naturelle)      |                                                                                              |                                                                                              |                                                                                              |                                                                                              |                                                                                              |                                                                                              | ?(relation naturelle) | ?(relation naturelle) | ?(relation naturelle)                                                | ?(relation naturelle)                                                | ?(relation naturelle)                                                | ?(relation naturelle)                                                |                                                                      |                                                                      | ?(relation naturelle)                                        | ?(relation naturelle)                                        | ?(relation naturelle)                                                                              | ?(relation naturelle)                                                                              | ?(relation naturelle)                                                                              | ?(relation naturelle)                                                                              | | | ?(relation naturelle)                                                                           | ?(relation naturelle)                               | ?(relation naturelle)                                              | ?(relation naturelle)                               | ?(relation naturelle)                              | ?(relation naturelle)                              |                                                    |                                                    | ?(relation naturelle)                              | ?(relation naturelle)                              | ?(relation naturelle)                                           | ?(relation naturelle)                                           | ?(relation naturelle)                                           | ?(relation naturelle)                                           |                                                                 |                                                                 |                       |  | | | | | | |  |  |                                                                                         |                                                                                         |                                                                                         |                                                                                         |                                                                                         |                                                                                         |  |  |                                                        |                                                        |                                                        |                                                        |                                                        |                                                        |  |  |
|  |  |  |  |  |  |                                                   |                                                   |                                                   |                                                   |                                                   |                                                   |                                                                 |                                                                 | | | | | | | | |                                                                                                |                                                                                                | | | | | | | | | | | | |                                                                                           |                                                                                           |                                                                                              |                                                                                              |                                                                                              |                                                                                              | | | | | | | | |                                                                                                 |                                                                                                 |                                                      |                                                      |                                                                                     |                                                                                     |                                                                                     |                                                                                     |                                                                                     |                                                                                     |                                                                        |                                                                        |                                                                        |                                                                        |                                                                        |                                                                        | | | | | | |                                                    |                                                    |                                                |                                                | | | | | | | | |                                                                                                 |                                                                                                 | | | | | | |                                                                                |                                                                                |                                                                                |                                                                                |                            |                            |                                                                                              |                                                                                              |                                                                                              |                                                                                              |                                                                                              |                                                                                              |                       |                       |                                                                      |                                                                      |                                                                      |                                                                      |                                                                      |                                                                      |                                                              |                                                              | | | | | | |                                                                                                 |                                                     |                                                                    |                                                     |                                                    |                                                    |                                                    |                                                    |                                                    |                                                    |                                                                 |                                                                 |                                                                 |                                                                 |                                                                 |                                                                 |                       |  | | | | | | |  |  |                                                                                         |                                                                                         |                                                                                         |                                                                                         |                                                                                         |                                                                                         |  |  |                                                        |                                                        |                                                        |                                                        |                                                        |                                                        |  |  |
|  |  |  |  |  |  |                                                   |                                                   |                                                   |                                                   |                                                   |                                                   |                                                                 |                                                                 | | | | | | | | |                                                                                                |                                                                                                | | | | | | | | | | | | |                                                                                           |                                                                                           |                                                                                              |                                                                                              |                                                                                              |                                                                                              | | | | | | | | |                                                                                                 |                                                                                                 |                                                      |                                                      |                                                                                     |                                                                                     |                                                                                     |                                                                                     |                                                                                     |                                                                                     |                                                                        |                                                                        |                                                                        |                                                                        |                                                                        |                                                                        | | | | | | |                                                    |                                                    |                                                |                                                | | | | | | | | |                                                                                                 |                                                                                                 | | | | | | |                                                                                |                                                                                |                                                                                |                                                                                |                            |                            |                                                                                              |                                                                                              |                                                                                              |                                                                                              |                                                                                              |                                                                                              |                       |                       |                                                                      |                                                                      |                                                                      |                                                                      |                                                                      |                                                                      |                                                              |                                                              | | | | | | |                                                                                                 |                                                     |                                                                    |                                                     |                                                    |                                                    |                                                    |                                                    |                                                    |                                                    |                                                                 |                                                                 |                                                                 |                                                                 |                                                                 |                                                                 |                       |  | | | | | | |  |  |                                                                                         |                                                                                         |                                                                                         |                                                                                         |                                                                                         |                                                                                         |  |  |                                                        |                                                        |                                                        |                                                        |                                                        |                                                        |  |  |
|  |  |  |  |  |  |                                                   |                                                   |                                                   |                                                   |                                                   |                                                   |                                                                 |                                                                 | Alessandrocomte de Pitiglianochevalier de l'Ordre de Saint-Étienne (7 mai 1589)(† à Rome le 9 février 1604)                                                                    | Alessandrocomte de Pitiglianochevalier de l'Ordre de Saint-Étienne (7 mai 1589)(† à Rome le 9 février 1604)                                                                    | Alessandrocomte de Pitiglianochevalier de l'Ordre de Saint-Étienne (7 mai 1589)(† à Rome le 9 février 1604)                                                                    | Alessandrocomte de Pitiglianochevalier de l'Ordre de Saint-Étienne (7 mai 1589)(† à Rome le 9 février 1604)                                                                    | Alessandrocomte de Pitiglianochevalier de l'Ordre de Saint-Étienne (7 mai 1589)(† à Rome le 9 février 1604)                                                                    | Alessandrocomte de Pitiglianochevalier de l'Ordre de Saint-Étienne (7 mai 1589)(† à Rome le 9 février 1604)                                                                    | | |                                                                                                |                                                                                                | | | Virginia Orsini(† le 30 janvier 1579)(fille d'Enrico, seigneur de Monterotondo)                          | Virginia Orsini(† le 30 janvier 1579)(fille d'Enrico, seigneur de Monterotondo)                          | Virginia Orsini(† le 30 janvier 1579)(fille d'Enrico, seigneur de Monterotondo)                          | Virginia Orsini(† le 30 janvier 1579)(fille d'Enrico, seigneur de Monterotondo)                          | Virginia Orsini(† le 30 janvier 1579)(fille d'Enrico, seigneur de Monterotondo) | Virginia Orsini(† le 30 janvier 1579)(fille d'Enrico, seigneur de Monterotondo) | | | Artemisia | Artemisia | Artemisia                                                                                 | Artemisia                                                                                 | Artemisia                                                                                    | Artemisia                                                                                    |                                                                                              |                                                                                              | Giulio-Cesare Colonnaprince de Palestrina                                                                           | Giulio-Cesare Colonnaprince de Palestrina                                                                           | Giulio-Cesare Colonnaprince de Palestrina                                                                                                   | Giulio-Cesare Colonnaprince de Palestrina                                                                                                   | Giulio-Cesare Colonnaprince de Palestrina                                                                                                   | Giulio-Cesare Colonnaprince de Palestrina                                                                                                   | | | Isabella                                                                                        | Isabella                                                                                        | Isabella                                             | Isabella                                             | Isabella                                                                            | Isabella                                                                            |                                                                                     |                                                                                     | Jacopo Todeschini Piccolominiduc de Monte Marciano                                  | Jacopo Todeschini Piccolominiduc de Monte Marciano                                  | Jacopo Todeschini Piccolominiduc de Monte Marciano                     | Jacopo Todeschini Piccolominiduc de Monte Marciano                     | Jacopo Todeschini Piccolominiduc de Monte Marciano                     | Jacopo Todeschini Piccolominiduc de Monte Marciano                     |                                                                        |                                                                        | Aldobrandinoéchanson du comte de Santa Fiorachevalier de l'Ordre de Saint-Jean de Jérusalem(† à Viterbe après 1631) | Aldobrandinoéchanson du comte de Santa Fiorachevalier de l'Ordre de Saint-Jean de Jérusalem(† à Viterbe après 1631) | Aldobrandinoéchanson du comte de Santa Fiorachevalier de l'Ordre de Saint-Jean de Jérusalem(† à Viterbe après 1631) | Aldobrandinoéchanson du comte de Santa Fiorachevalier de l'Ordre de Saint-Jean de Jérusalem(† à Viterbe après 1631) | Aldobrandinoéchanson du comte de Santa Fiorachevalier de l'Ordre de Saint-Jean de Jérusalem(† à Viterbe après 1631) | Aldobrandinoéchanson du comte de Santa Fiorachevalier de l'Ordre de Saint-Jean de Jérusalem(† à Viterbe après 1631) |                                                    |                                                    | Simoncello Simoncelli(neveu du pape Jules III) | Simoncello Simoncelli(neveu du pape Jules III) | Simoncello Simoncelli(neveu du pape Jules III)                                                                                       | Simoncello Simoncelli(neveu du pape Jules III)                                                                                       | Simoncello Simoncelli(neveu du pape Jules III)                                                                                       | Simoncello Simoncelli(neveu du pape Jules III)                                                                                       | | | Settimia                                                                                              | Settimia                                                                                              | Settimia                                                                                        | Settimia                                                                                        | Settimia | Settimia | | | Baldassarre Signorelli                                                                                              | Baldassarre Signorelli                                                                                              | Baldassarre Signorelli                                                         | Baldassarre Signorelli                                                         | Baldassarre Signorelli                                                         | Baldassarre Signorelli                                                         |                            |                            | Girolamadevient nonne au monastère San Belardino de Viterbe après s'être séparée de son mari | Girolamadevient nonne au monastère San Belardino de Viterbe après s'être séparée de son mari | Girolamadevient nonne au monastère San Belardino de Viterbe après s'être séparée de son mari | Girolamadevient nonne au monastère San Belardino de Viterbe après s'être séparée de son mari | Girolamadevient nonne au monastère San Belardino de Viterbe après s'être séparée de son mari | Girolamadevient nonne au monastère San Belardino de Viterbe après s'être séparée de son mari |                       |                       |                                                                      |                                                                      | Giudittadominicaine au couvent San Pietro d'Orvieto                  | Giudittadominicaine au couvent San Pietro d'Orvieto                  | Giudittadominicaine au couvent San Pietro d'Orvieto                  | Giudittadominicaine au couvent San Pietro d'Orvieto                  | Giudittadominicaine au couvent San Pietro d'Orvieto          | Giudittadominicaine au couvent San Pietro d'Orvieto          | | | Giustinadominicaine au couvent San Pietro d'Orvieto                                                | Giustinadominicaine au couvent San Pietro d'Orvieto                                                | Giustinadominicaine au couvent San Pietro d'Orvieto                                                | Giustinadominicaine au couvent San Pietro d'Orvieto                                                | Giustinadominicaine au couvent San Pietro d'Orvieto                                             | Giustinadominicaine au couvent San Pietro d'Orvieto |                                                                    |                                                     | Laviniadominicaine au couvent San Pietro d'Orvieto | Laviniadominicaine au couvent San Pietro d'Orvieto | Laviniadominicaine au couvent San Pietro d'Orvieto | Laviniadominicaine au couvent San Pietro d'Orvieto | Laviniadominicaine au couvent San Pietro d'Orvieto | Laviniadominicaine au couvent San Pietro d'Orvieto |                                                                 |                                                                 |                                                                 |                                                                 |                                                                 |                                                                 |                       |  | | | | | | |  |  |                                                                                         |                                                                                         |                                                                                         |                                                                                         |                                                                                         |                                                                                         |  |  |                                                        |                                                        |                                                        |                                                        |                                                        |                                                        |  |  |
|  |  |  |  |  |  |                                                   |                                                   |                                                   |                                                   |                                                   |                                                   |                                                                 |                                                                 | Alessandrocomte de Pitiglianochevalier de l'Ordre de Saint-Étienne (7 mai 1589)(† à Rome le 9 février 1604)                                                                    | Alessandrocomte de Pitiglianochevalier de l'Ordre de Saint-Étienne (7 mai 1589)(† à Rome le 9 février 1604)                                                                    | Alessandrocomte de Pitiglianochevalier de l'Ordre de Saint-Étienne (7 mai 1589)(† à Rome le 9 février 1604)                                                                    | Alessandrocomte de Pitiglianochevalier de l'Ordre de Saint-Étienne (7 mai 1589)(† à Rome le 9 février 1604)                                                                    | Alessandrocomte de Pitiglianochevalier de l'Ordre de Saint-Étienne (7 mai 1589)(† à Rome le 9 février 1604)                                                                    | Alessandrocomte de Pitiglianochevalier de l'Ordre de Saint-Étienne (7 mai 1589)(† à Rome le 9 février 1604)                                                                    | | |                                                                                                |                                                                                                | | | Virginia Orsini(† le 30 janvier 1579)(fille d'Enrico, seigneur de Monterotondo)                          | Virginia Orsini(† le 30 janvier 1579)(fille d'Enrico, seigneur de Monterotondo)                          | Virginia Orsini(† le 30 janvier 1579)(fille d'Enrico, seigneur de Monterotondo)                          | Virginia Orsini(† le 30 janvier 1579)(fille d'Enrico, seigneur de Monterotondo)                          | Virginia Orsini(† le 30 janvier 1579)(fille d'Enrico, seigneur de Monterotondo) | Virginia Orsini(† le 30 janvier 1579)(fille d'Enrico, seigneur de Monterotondo) | | | Artemisia | Artemisia | Artemisia                                                                                 | Artemisia                                                                                 | Artemisia                                                                                    | Artemisia                                                                                    |                                                                                              |                                                                                              | Giulio-Cesare Colonnaprince de Palestrina                                                                           | Giulio-Cesare Colonnaprince de Palestrina                                                                           | Giulio-Cesare Colonnaprince de Palestrina                                                                                                   | Giulio-Cesare Colonnaprince de Palestrina                                                                                                   | Giulio-Cesare Colonnaprince de Palestrina                                                                                                   | Giulio-Cesare Colonnaprince de Palestrina                                                                                                   | | | Isabella                                                                                        | Isabella                                                                                        | Isabella                                             | Isabella                                             | Isabella                                                                            | Isabella                                                                            |                                                                                     |                                                                                     | Jacopo Todeschini Piccolominiduc de Monte Marciano                                  | Jacopo Todeschini Piccolominiduc de Monte Marciano                                  | Jacopo Todeschini Piccolominiduc de Monte Marciano                     | Jacopo Todeschini Piccolominiduc de Monte Marciano                     | Jacopo Todeschini Piccolominiduc de Monte Marciano                     | Jacopo Todeschini Piccolominiduc de Monte Marciano                     |                                                                        |                                                                        | Aldobrandinoéchanson du comte de Santa Fiorachevalier de l'Ordre de Saint-Jean de Jérusalem(† à Viterbe après 1631) | Aldobrandinoéchanson du comte de Santa Fiorachevalier de l'Ordre de Saint-Jean de Jérusalem(† à Viterbe après 1631) | Aldobrandinoéchanson du comte de Santa Fiorachevalier de l'Ordre de Saint-Jean de Jérusalem(† à Viterbe après 1631) | Aldobrandinoéchanson du comte de Santa Fiorachevalier de l'Ordre de Saint-Jean de Jérusalem(† à Viterbe après 1631) | Aldobrandinoéchanson du comte de Santa Fiorachevalier de l'Ordre de Saint-Jean de Jérusalem(† à Viterbe après 1631) | Aldobrandinoéchanson du comte de Santa Fiorachevalier de l'Ordre de Saint-Jean de Jérusalem(† à Viterbe après 1631) |                                                    |                                                    | Simoncello Simoncelli(neveu du pape Jules III) | Simoncello Simoncelli(neveu du pape Jules III) | Simoncello Simoncelli(neveu du pape Jules III)                                                                                       | Simoncello Simoncelli(neveu du pape Jules III)                                                                                       | Simoncello Simoncelli(neveu du pape Jules III)                                                                                       | Simoncello Simoncelli(neveu du pape Jules III)                                                                                       | | | Settimia                                                                                              | Settimia                                                                                              | Settimia                                                                                        | Settimia                                                                                        | Settimia | Settimia | | | Baldassarre Signorelli                                                                                              | Baldassarre Signorelli                                                                                              | Baldassarre Signorelli                                                         | Baldassarre Signorelli                                                         | Baldassarre Signorelli                                                         | Baldassarre Signorelli                                                         |                            |                            | Girolamadevient nonne au monastère San Belardino de Viterbe après s'être séparée de son mari | Girolamadevient nonne au monastère San Belardino de Viterbe après s'être séparée de son mari | Girolamadevient nonne au monastère San Belardino de Viterbe après s'être séparée de son mari | Girolamadevient nonne au monastère San Belardino de Viterbe après s'être séparée de son mari | Girolamadevient nonne au monastère San Belardino de Viterbe après s'être séparée de son mari | Girolamadevient nonne au monastère San Belardino de Viterbe après s'être séparée de son mari |                       |                       |                                                                      |                                                                      | Giudittadominicaine au couvent San Pietro d'Orvieto                  | Giudittadominicaine au couvent San Pietro d'Orvieto                  | Giudittadominicaine au couvent San Pietro d'Orvieto                  | Giudittadominicaine au couvent San Pietro d'Orvieto                  | Giudittadominicaine au couvent San Pietro d'Orvieto          | Giudittadominicaine au couvent San Pietro d'Orvieto          | | | Giustinadominicaine au couvent San Pietro d'Orvieto                                                | Giustinadominicaine au couvent San Pietro d'Orvieto                                                | Giustinadominicaine au couvent San Pietro d'Orvieto                                                | Giustinadominicaine au couvent San Pietro d'Orvieto                                                | Giustinadominicaine au couvent San Pietro d'Orvieto                                             | Giustinadominicaine au couvent San Pietro d'Orvieto |                                                                    |                                                     | Laviniadominicaine au couvent San Pietro d'Orvieto | Laviniadominicaine au couvent San Pietro d'Orvieto | Laviniadominicaine au couvent San Pietro d'Orvieto | Laviniadominicaine au couvent San Pietro d'Orvieto | Laviniadominicaine au couvent San Pietro d'Orvieto | Laviniadominicaine au couvent San Pietro d'Orvieto |                                                                 |                                                                 |                                                                 |                                                                 |                                                                 |                                                                 |                       |  | | | | | | |  |  |                                                                                         |                                                                                         |                                                                                         |                                                                                         |                                                                                         |                                                                                         |  |  |                                                        |                                                        |                                                        |                                                        |                                                        |                                                        |  |  |
|  |  |  |  |  |  |                                                   |                                                   |                                                   |                                                   |                                                   |                                                   |                                                                 |                                                                 | | | | | | | | |                                                                                                |                                                                                                | | | | | | | | | | | | |                                                                                           |                                                                                           |                                                                                              |                                                                                              |                                                                                              |                                                                                              | | | | | | | | |                                                                                                 |                                                                                                 |                                                      |                                                      |                                                                                     |                                                                                     |                                                                                     |                                                                                     |                                                                                     |                                                                                     |                                                                        |                                                                        |                                                                        |                                                                        |                                                                        |                                                                        | | | | | | |                                                    |                                                    |                                                |                                                | | | | | | | | |                                                                                                 |                                                                                                 | | | | | | |                                                                                |                                                                                |                                                                                |                                                                                |                            |                            |                                                                                              |                                                                                              |                                                                                              |                                                                                              |                                                                                              |                                                                                              |                       |                       |                                                                      |                                                                      |                                                                      |                                                                      |                                                                      |                                                                      |                                                              |                                                              | | | | | | |                                                                                                 |                                                     |                                                                    |                                                     |                                                    |                                                    |                                                    |                                                    |                                                    |                                                    |                                                                 |                                                                 |                                                                 |                                                                 |                                                                 |                                                                 |                       |  | | | | | | |  |  |                                                                                         |                                                                                         |                                                                                         |                                                                                         |                                                                                         |                                                                                         |  |  |                                                        |                                                        |                                                        |                                                        |                                                        |                                                        |  |  |
|  |  |  |  |  |  |                                                   |                                                   |                                                   |                                                   |                                                   |                                                   |                                                                 |                                                                 | | | | | | | | |                                                                                                |                                                                                                | | | | | | | | | | | | |                                                                                           |                                                                                           |                                                                                              |                                                                                              |                                                                                              |                                                                                              | | | | | | | | |                                                                                                 |                                                                                                 |                                                      |                                                      |                                                                                     |                                                                                     |                                                                                     |                                                                                     |                                                                                     |                                                                                     |                                                                        |                                                                        |                                                                        |                                                                        |                                                                        |                                                                        | | | | | | |                                                    |                                                    |                                                |                                                | | | | | | | | |                                                                                                 |                                                                                                 | | | | | | | ?(relation naturelle)                                                          |                                                                                |                                                                                |                                                                                |                            |                            |                                                                                              |                                                                                              |                                                                                              |                                                                                              |                                                                                              |                                                                                              |                       |                       |                                                                      |                                                                      |                                                                      |                                                                      |                                                                      |                                                                      |                                                              |                                                              | | | | | | |                                                                                                 |                                                     |                                                                    |                                                     |                                                    |                                                    |                                                    |                                                    |                                                    |                                                    |                                                                 |                                                                 |                                                                 |                                                                 |                                                                 |                                                                 |                       |  | | | | | | |  |  |                                                                                         |                                                                                         |                                                                                         |                                                                                         |                                                                                         |                                                                                         |  |  |                                                        |                                                        |                                                        |                                                        |                                                        |                                                        |  |  |
|  |  |  |  |  |  |                                                   |                                                   |                                                   |                                                   |                                                   |                                                   |                                                                 |                                                                 | | | | | | | | |                                                                                                |                                                                                                | | | | | | | | | | | | |                                                                                           |                                                                                           |                                                                                              |                                                                                              |                                                                                              |                                                                                              | | | | | | | | |                                                                                                 |                                                                                                 |                                                      |                                                      |                                                                                     |                                                                                     |                                                                                     |                                                                                     |                                                                                     |                                                                                     |                                                                        |                                                                        |                                                                        |                                                                        |                                                                        |                                                                        | | | | | | |                                                    |                                                    |                                                |                                                | | | | | | | | |                                                                                                 |                                                                                                 | | | | | | |                                                                                |                                                                                |                                                                                |                                                                                |                            |                            |                                                                                              |                                                                                              |                                                                                              |                                                                                              |                                                                                              |                                                                                              |                       |                       |                                                                      |                                                                      |                                                                      |                                                                      |                                                                      |                                                                      |                                                              |                                                              | | | | | | |                                                                                                 |                                                     |                                                                    |                                                     |                                                    |                                                    |                                                    |                                                    |                                                    |                                                    |                                                                 |                                                                 |                                                                 |                                                                 |                                                                 |                                                                 |                       |  | | | | | | |  |  |                                                                                         |                                                                                         |                                                                                         |                                                                                         |                                                                                         |                                                                                         |  |  |                                                        |                                                        |                                                        |                                                        |                                                        |                                                        |  |  |
|  |  |  |  |  |  |                                                   |                                                   |                                                   |                                                   |                                                   |                                                   |                                                                 |                                                                 | | | | | | | | |                                                                                                |                                                                                                | | | | | | | | | | | | |                                                                                           |                                                                                           |                                                                                              |                                                                                              |                                                                                              |                                                                                              | | | | | | | | |                                                                                                 |                                                                                                 |                                                      |                                                      |                                                                                     |                                                                                     |                                                                                     |                                                                                     |                                                                                     |                                                                                     |                                                                        |                                                                        |                                                                        |                                                                        |                                                                        |                                                                        | | | | | | |                                                    |                                                    |                                                |                                                | | | | | | | | |                                                                                                 |                                                                                                 | | | | | | |                                                                                |                                                                                |                                                                                |                                                                                |                            |                            |                                                                                              |                                                                                              |                                                                                              |                                                                                              |                                                                                              |                                                                                              |                       |                       |                                                                      |                                                                      |                                                                      |                                                                      |                                                                      |                                                                      |                                                              |                                                              | | | | | | |                                                                                                 |                                                     |                                                                    |                                                     |                                                    |                                                    |                                                    |                                                    |                                                    |                                                    |                                                                 |                                                                 |                                                                 |                                                                 |                                                                 |                                                                 |                       |  | | | | | | |  |  |                                                                                         |                                                                                         |                                                                                         |                                                                                         |                                                                                         |                                                                                         |  |  |                                                        |                                                        |                                                        |                                                        |                                                        |                                                        |  |  |
|  |  |  |  |  |  |                                                   |                                                   |                                                   |                                                   |                                                   |                                                   |                                                                 |                                                                 | | | | | | | | |                                                                                                |                                                                                                | | | | | | | | | | | | |                                                                                           |                                                                                           |                                                                                              |                                                                                              |                                                                                              |                                                                                              | | | | | | | | |                                                                                                 |                                                                                                 |                                                      |                                                      |                                                                                     |                                                                                     |                                                                                     |                                                                                     |                                                                                     |                                                                                     |                                                                        |                                                                        |                                                                        |                                                                        |                                                                        |                                                                        | | | | | | |                                                    |                                                    |                                                |                                                | | | | | | | | |                                                                                                 |                                                                                                 | | | | | | |                                                                                |                                                                                |                                                                                |                                                                                |                            |                            |                                                                                              |                                                                                              |                                                                                              |                                                                                              |                                                                                              |                                                                                              |                       |                       |                                                                      |                                                                      |                                                                      |                                                                      |                                                                      |                                                                      |                                                              |                                                              | | | | | | |                                                                                                 |                                                     |                                                                    |                                                     |                                                    |                                                    |                                                    |                                                    |                                                    |                                                    |                                                                 |                                                                 |                                                                 |                                                                 |                                                                 |                                                                 |                       |  | | | | | | |  |  |                                                                                         |                                                                                         |                                                                                         |                                                                                         |                                                                                         |                                                                                         |  |  |                                                        |                                                        |                                                        |                                                        |                                                        |                                                        |  |  |
|  |  |  |  |  |  |                                                   |                                                   |                                                   |                                                   |                                                   |                                                   |                                                                 |                                                                 | Giovanna(née à Sorano le 10 décembre 1567-† enfant) | Giovanna(née à Sorano le 10 décembre 1567-† enfant) | Giovanna(née à Sorano le 10 décembre 1567-† enfant) | Giovanna(née à Sorano le 10 décembre 1567-† enfant) | Giovanna(née à Sorano le 10 décembre 1567-† enfant) | Giovanna(née à Sorano le 10 décembre 1567-† enfant) | | | Nannina del Nero(fille de Neri del Nero, baron de Porcigliano)(mariage en 1592)                | Nannina del Nero(fille de Neri del Nero, baron de Porcigliano)(mariage en 1592)                | Nannina del Nero(fille de Neri del Nero, baron de Porcigliano)(mariage en 1592)                          | Nannina del Nero(fille de Neri del Nero, baron de Porcigliano)(mariage en 1592)                          | Nannina del Nero(fille de Neri del Nero, baron de Porcigliano)(mariage en 1592)                          | Nannina del Nero(fille de Neri del Nero, baron de Porcigliano)(mariage en 1592)                          | | | Giannantoniocomte de Pitigliano;il vend son comté le 9 juin 1604 au grand-duc de Toscane qui lui donne en échange le marquisat de Monte San Savino (non souverain)chevalier de l'Ordre de Saint-Étienne (16 février 1601)(né à Sorano le 25 mars 1569-† à Florence en 1613) | Giannantoniocomte de Pitigliano;il vend son comté le 9 juin 1604 au grand-duc de Toscane qui lui donne en échange le marquisat de Monte San Savino (non souverain)chevalier de l'Ordre de Saint-Étienne (16 février 1601)(né à Sorano le 25 mars 1569-† à Florence en 1613) | Giannantoniocomte de Pitigliano;il vend son comté le 9 juin 1604 au grand-duc de Toscane qui lui donne en échange le marquisat de Monte San Savino (non souverain)chevalier de l'Ordre de Saint-Étienne (16 février 1601)(né à Sorano le 25 mars 1569-† à Florence en 1613) | Giannantoniocomte de Pitigliano;il vend son comté le 9 juin 1604 au grand-duc de Toscane qui lui donne en échange le marquisat de Monte San Savino (non souverain)chevalier de l'Ordre de Saint-Étienne (16 février 1601)(né à Sorano le 25 mars 1569-† à Florence en 1613) | Giannantoniocomte de Pitigliano;il vend son comté le 9 juin 1604 au grand-duc de Toscane qui lui donne en échange le marquisat de Monte San Savino (non souverain)chevalier de l'Ordre de Saint-Étienne (16 février 1601)(né à Sorano le 25 mars 1569-† à Florence en 1613) | Giannantoniocomte de Pitigliano;il vend son comté le 9 juin 1604 au grand-duc de Toscane qui lui donne en échange le marquisat de Monte San Savino (non souverain)chevalier de l'Ordre de Saint-Étienne (16 février 1601)(né à Sorano le 25 mars 1569-† à Florence en 1613) |                                                                                           |                                                                                           | Francesca Ceuli(† à Rome le 16 octobre 1620)(fille de Tiberio Ceuli)(mariage à Rome en 1611) | Francesca Ceuli(† à Rome le 16 octobre 1620)(fille de Tiberio Ceuli)(mariage à Rome en 1611) | Francesca Ceuli(† à Rome le 16 octobre 1620)(fille de Tiberio Ceuli)(mariage à Rome en 1611) | Francesca Ceuli(† à Rome le 16 octobre 1620)(fille de Tiberio Ceuli)(mariage à Rome en 1611) | Francesca Ceuli(† à Rome le 16 octobre 1620)(fille de Tiberio Ceuli)(mariage à Rome en 1611)                        | Francesca Ceuli(† à Rome le 16 octobre 1620)(fille de Tiberio Ceuli)(mariage à Rome en 1611)                        | | | Bertoldomarquis de Monte San Savino en 1613 à la mort de son frère(né à Sorano le 27 août 1584)                                             | Bertoldomarquis de Monte San Savino en 1613 à la mort de son frère(né à Sorano le 27 août 1584)                                             | Bertoldomarquis de Monte San Savino en 1613 à la mort de son frère(né à Sorano le 27 août 1584)                                             | Bertoldomarquis de Monte San Savino en 1613 à la mort de son frère(né à Sorano le 27 août 1584)                                             | Bertoldomarquis de Monte San Savino en 1613 à la mort de son frère(né à Sorano le 27 août 1584) | Bertoldomarquis de Monte San Savino en 1613 à la mort de son frère(né à Sorano le 27 août 1584) |                                                      |                                                      | Angela Caetani(† à Rome le 2 mai 1659)(fille de Pietro Caetani, seigneur de Maenza) | Angela Caetani(† à Rome le 2 mai 1659)(fille de Pietro Caetani, seigneur de Maenza) | Angela Caetani(† à Rome le 2 mai 1659)(fille de Pietro Caetani, seigneur de Maenza) | Angela Caetani(† à Rome le 2 mai 1659)(fille de Pietro Caetani, seigneur de Maenza) | Angela Caetani(† à Rome le 2 mai 1659)(fille de Pietro Caetani, seigneur de Maenza) | Angela Caetani(† à Rome le 2 mai 1659)(fille de Pietro Caetani, seigneur de Maenza) |                                                                        |                                                                        | Cosimo(né au château de Mompeo en 1578-† à Rome le 10 mars 1638)       | Cosimo(né au château de Mompeo en 1578-† à Rome le 10 mars 1638)       | Cosimo(né au château de Mompeo en 1578-† à Rome le 10 mars 1638)       | Cosimo(né au château de Mompeo en 1578-† à Rome le 10 mars 1638)       | Cosimo(né au château de Mompeo en 1578-† à Rome le 10 mars 1638)                                                    | Cosimo(né au château de Mompeo en 1578-† à Rome le 10 mars 1638)                                                    | | | Ottavio(† enfant)                                                                                                   | Ottavio(† enfant)                                                                                                   | Ottavio(† enfant)                                  | Ottavio(† enfant)                                  | Ottavio(† enfant)                              | Ottavio(† enfant)                              | | | Ersilia(mariage en 1604) avec Lorenzo Pucci. Fondateur de la branche des cadets "Pucci de Pitigliano"                                | Ersilia(mariage en 1604) avec Lorenzo Pucci. Fondateur de la branche des cadets "Pucci de Pitigliano"                                | Ersilia(mariage en 1604) avec Lorenzo Pucci. Fondateur de la branche des cadets "Pucci de Pitigliano"                                | Ersilia(mariage en 1604) avec Lorenzo Pucci. Fondateur de la branche des cadets "Pucci de Pitigliano"                                | Ersilia(mariage en 1604) avec Lorenzo Pucci. Fondateur de la branche des cadets "Pucci de Pitigliano" | Ersilia(mariage en 1604) avec Lorenzo Pucci. Fondateur de la branche des cadets "Pucci de Pitigliano" |                                                                                                 |                                                                                                 | Amilcare(fils naturel)(† tombé à Chios contre les Turcs en 1599)                                                    | Amilcare(fils naturel)(† tombé à Chios contre les Turcs en 1599)                                                    | Amilcare(fils naturel)(† tombé à Chios contre les Turcs en 1599)                                                    | Amilcare(fils naturel)(† tombé à Chios contre les Turcs en 1599)                                                    | Amilcare(fils naturel)(† tombé à Chios contre les Turcs en 1599)                                                    | Amilcare(fils naturel)(† tombé à Chios contre les Turcs en 1599)                                                    |                                                                                |                                                                                |                                                                                |                                                                                |                            |                            |                                                                                              |                                                                                              |                                                                                              |                                                                                              |                                                                                              |                                                                                              |                       |                       |                                                                      |                                                                      |                                                                      |                                                                      |                                                                      |                                                                      |                                                              |                                                              | | | | | | |                                                                                                 |                                                     |                                                                    |                                                     |                                                    |                                                    |                                                    |                                                    |                                                    |                                                    |                                                                 |                                                                 |                                                                 |                                                                 |                                                                 |                                                                 |                       |  | | | | | | |  |  |                                                                                         |                                                                                         |                                                                                         |                                                                                         |                                                                                         |                                                                                         |  |  |                                                        |                                                        |                                                        |                                                        |                                                        |                                                        |  |  |
|  |  |  |  |  |  |                                                   |                                                   |                                                   |                                                   |                                                   |                                                   |                                                                 |                                                                 | Giovanna(née à Sorano le 10 décembre 1567-† enfant) | Giovanna(née à Sorano le 10 décembre 1567-† enfant) | Giovanna(née à Sorano le 10 décembre 1567-† enfant) | Giovanna(née à Sorano le 10 décembre 1567-† enfant) | Giovanna(née à Sorano le 10 décembre 1567-† enfant) | Giovanna(née à Sorano le 10 décembre 1567-† enfant) | | | Nannina del Nero(fille de Neri del Nero, baron de Porcigliano)(mariage en 1592)                | Nannina del Nero(fille de Neri del Nero, baron de Porcigliano)(mariage en 1592)                | Nannina del Nero(fille de Neri del Nero, baron de Porcigliano)(mariage en 1592)                          | Nannina del Nero(fille de Neri del Nero, baron de Porcigliano)(mariage en 1592)                          | Nannina del Nero(fille de Neri del Nero, baron de Porcigliano)(mariage en 1592)                          | Nannina del Nero(fille de Neri del Nero, baron de Porcigliano)(mariage en 1592)                          | | | Giannantoniocomte de Pitigliano;il vend son comté le 9 juin 1604 au grand-duc de Toscane qui lui donne en échange le marquisat de Monte San Savino (non souverain)chevalier de l'Ordre de Saint-Étienne (16 février 1601)(né à Sorano le 25 mars 1569-† à Florence en 1613) | Giannantoniocomte de Pitigliano;il vend son comté le 9 juin 1604 au grand-duc de Toscane qui lui donne en échange le marquisat de Monte San Savino (non souverain)chevalier de l'Ordre de Saint-Étienne (16 février 1601)(né à Sorano le 25 mars 1569-† à Florence en 1613) | Giannantoniocomte de Pitigliano;il vend son comté le 9 juin 1604 au grand-duc de Toscane qui lui donne en échange le marquisat de Monte San Savino (non souverain)chevalier de l'Ordre de Saint-Étienne (16 février 1601)(né à Sorano le 25 mars 1569-† à Florence en 1613) | Giannantoniocomte de Pitigliano;il vend son comté le 9 juin 1604 au grand-duc de Toscane qui lui donne en échange le marquisat de Monte San Savino (non souverain)chevalier de l'Ordre de Saint-Étienne (16 février 1601)(né à Sorano le 25 mars 1569-† à Florence en 1613) | Giannantoniocomte de Pitigliano;il vend son comté le 9 juin 1604 au grand-duc de Toscane qui lui donne en échange le marquisat de Monte San Savino (non souverain)chevalier de l'Ordre de Saint-Étienne (16 février 1601)(né à Sorano le 25 mars 1569-† à Florence en 1613) | Giannantoniocomte de Pitigliano;il vend son comté le 9 juin 1604 au grand-duc de Toscane qui lui donne en échange le marquisat de Monte San Savino (non souverain)chevalier de l'Ordre de Saint-Étienne (16 février 1601)(né à Sorano le 25 mars 1569-† à Florence en 1613) |                                                                                           |                                                                                           | Francesca Ceuli(† à Rome le 16 octobre 1620)(fille de Tiberio Ceuli)(mariage à Rome en 1611) | Francesca Ceuli(† à Rome le 16 octobre 1620)(fille de Tiberio Ceuli)(mariage à Rome en 1611) | Francesca Ceuli(† à Rome le 16 octobre 1620)(fille de Tiberio Ceuli)(mariage à Rome en 1611) | Francesca Ceuli(† à Rome le 16 octobre 1620)(fille de Tiberio Ceuli)(mariage à Rome en 1611) | Francesca Ceuli(† à Rome le 16 octobre 1620)(fille de Tiberio Ceuli)(mariage à Rome en 1611)                        | Francesca Ceuli(† à Rome le 16 octobre 1620)(fille de Tiberio Ceuli)(mariage à Rome en 1611)                        | | | Bertoldomarquis de Monte San Savino en 1613 à la mort de son frère(né à Sorano le 27 août 1584)                                             | Bertoldomarquis de Monte San Savino en 1613 à la mort de son frère(né à Sorano le 27 août 1584)                                             | Bertoldomarquis de Monte San Savino en 1613 à la mort de son frère(né à Sorano le 27 août 1584)                                             | Bertoldomarquis de Monte San Savino en 1613 à la mort de son frère(né à Sorano le 27 août 1584)                                             | Bertoldomarquis de Monte San Savino en 1613 à la mort de son frère(né à Sorano le 27 août 1584) | Bertoldomarquis de Monte San Savino en 1613 à la mort de son frère(né à Sorano le 27 août 1584) |                                                      |                                                      | Angela Caetani(† à Rome le 2 mai 1659)(fille de Pietro Caetani, seigneur de Maenza) | Angela Caetani(† à Rome le 2 mai 1659)(fille de Pietro Caetani, seigneur de Maenza) | Angela Caetani(† à Rome le 2 mai 1659)(fille de Pietro Caetani, seigneur de Maenza) | Angela Caetani(† à Rome le 2 mai 1659)(fille de Pietro Caetani, seigneur de Maenza) | Angela Caetani(† à Rome le 2 mai 1659)(fille de Pietro Caetani, seigneur de Maenza) | Angela Caetani(† à Rome le 2 mai 1659)(fille de Pietro Caetani, seigneur de Maenza) |                                                                        |                                                                        | Cosimo(né au château de Mompeo en 1578-† à Rome le 10 mars 1638)       | Cosimo(né au château de Mompeo en 1578-† à Rome le 10 mars 1638)       | Cosimo(né au château de Mompeo en 1578-† à Rome le 10 mars 1638)       | Cosimo(né au château de Mompeo en 1578-† à Rome le 10 mars 1638)       | Cosimo(né au château de Mompeo en 1578-† à Rome le 10 mars 1638)                                                    | Cosimo(né au château de Mompeo en 1578-† à Rome le 10 mars 1638)                                                    | | | Ottavio(† enfant)                                                                                                   | Ottavio(† enfant)                                                                                                   | Ottavio(† enfant)                                  | Ottavio(† enfant)                                  | Ottavio(† enfant)                              | Ottavio(† enfant)                              | | | Ersilia(mariage en 1604) avec Lorenzo Pucci. Fondateur de la branche des cadets "Pucci de Pitigliano"                                | Ersilia(mariage en 1604) avec Lorenzo Pucci. Fondateur de la branche des cadets "Pucci de Pitigliano"                                | Ersilia(mariage en 1604) avec Lorenzo Pucci. Fondateur de la branche des cadets "Pucci de Pitigliano"                                | Ersilia(mariage en 1604) avec Lorenzo Pucci. Fondateur de la branche des cadets "Pucci de Pitigliano"                                | Ersilia(mariage en 1604) avec Lorenzo Pucci. Fondateur de la branche des cadets "Pucci de Pitigliano" | Ersilia(mariage en 1604) avec Lorenzo Pucci. Fondateur de la branche des cadets "Pucci de Pitigliano" |                                                                                                 |                                                                                                 | Amilcare(fils naturel)(† tombé à Chios contre les Turcs en 1599)                                                    | Amilcare(fils naturel)(† tombé à Chios contre les Turcs en 1599)                                                    | Amilcare(fils naturel)(† tombé à Chios contre les Turcs en 1599)                                                    | Amilcare(fils naturel)(† tombé à Chios contre les Turcs en 1599)                                                    | Amilcare(fils naturel)(† tombé à Chios contre les Turcs en 1599)                                                    | Amilcare(fils naturel)(† tombé à Chios contre les Turcs en 1599)                                                    |                                                                                |                                                                                |                                                                                |                                                                                |                            |                            |                                                                                              |                                                                                              |                                                                                              |                                                                                              |                                                                                              |                                                                                              |                       |                       |                                                                      |                                                                      |                                                                      |                                                                      |                                                                      |                                                                      |                                                              |                                                              | | | | | | |                                                                                                 |                                                     |                                                                    |                                                     |                                                    |                                                    |                                                    |                                                    |                                                    |                                                    |                                                                 |                                                                 |                                                                 |                                                                 |                                                                 |                                                                 |                       |  | | | | | | |  |  |                                                                                         |                                                                                         |                                                                                         |                                                                                         |                                                                                         |                                                                                         |  |  |                                                        |                                                        |                                                        |                                                        |                                                        |                                                        |  |  |